# 일리아스
《일리아스》(그리스어: Ἰλιάς, IPA: [iː.li.ás], 직역: 일리온(트로이)에 대한 시)는 호메로스가 지었다고 전해지는 고대 그리스의 주요 서사시 두 편 중 하나이다. 이 작품은 현대 독자들에게도 널리 읽히는 현존하는 가장 오래된 문학 작품 중 하나이다. 《오디세이아》와 마찬가지로 24권으로 나뉘며 6각운으로 쓰였다. 가장 널리 받아들여지는 판본에는 총 15,693행이 있다. 《일리아스》는 종종 서양 문학의 첫 번째 중요한 작품으로 여겨지며 서사시환의 중심을 이룬다.
미케네 그리스의 여러 국가 연합이 트로이 시를 10년간 포위한 트로이 전쟁의 막바지를 배경으로 하는 이 시는 전쟁의 마지막 몇 주 동안 일어난 중요한 사건들을 묘사한다. 특히, 저명한 전사 아킬레우스와 아가멤논 왕 사이의 격렬한 말다툼에서 시작하여 헥토르 왕자의 죽음까지 이르는 아킬레우스의 분노(그리스어: μῆνις)를 추적한다. 서사는 광범위한 전장 장면과 더 개인적인 상호 작용 사이를 오간다.
《일리아스》와 《오디세이아》는 이오니아 그리스어와 다른 방언이 문학적으로 혼합된 호메로스 그리스어로 기원전 8세기 후반 또는 7세기 초반에 작곡되었을 것으로 추정된다. 고전 고대 시대에는 호메로스의 저작권이 거의 의심받지 않았지만, 현대 호메로스 연구에서는 이 시의 구성에 대해 광범위한 논쟁이 벌어졌으며, 《일리아스》와 《오디세이아》가 독립적으로 작곡되었는지, 그리고 구전 또는 문자 전통을 통해 전해졌는지에 대한 논쟁이 포함된다. 이 시는 범아테나이아 축제와 같은 그리스 축제에서 랍소드라고 알려진 전문 호메로스 암송가들에 의해 공연되었다.
이 시의 중요한 주제에는 클레오스(영광), 자만심, 운명, 분노 등이 포함된다. 주로 비극적이고 진지한 주제로 알려져 있지만, 이 시에는 희극적이고 웃음이 터지는 순간도 포함되어 있다. 이 시는 전쟁, 폭력, 영웅적 규범과 같은 문제들을 중심으로 하는 "영웅적" 서사시로 자주 묘사된다. 이 작품에는 전투 전술 및 장비를 포함한 고대 전쟁에 대한 상세한 묘사가 담겨 있다. 그러나 트로이 성벽 뒤와 그리스 진영에서의 장면들을 통해 고대 문화의 사회적이고 가정적인 측면도 탐구한다. 또한, 올림포스 12신들은 이 시에서 중요한 역할을 하며, 전장에서 그들이 선호하는 전사들을 돕고 개인적인 분쟁에 개입한다. 시에 묘사된 신들의 의인화된 특징은 고대 그리스 청중들에게 신들을 인간적으로 표현하여 그리스의 문화적, 종교적 전통에 대한 구체적인 인식을 심어주었다. 형식적인 측면에서, 이 시의 정형화된 표현, 비유의 사용, 별명들은 학자들에 의해 자주 탐구된다.

## 줄거리

《일리아스》의 첫 구절

### 서두 (1권–4권)
출처:
이 이야기는 무사에 대한 기도로 시작된다. 사건은 트로이인과 포위하는 아카이아인(호메로스) 사이에 벌어진 트로이 전쟁 막바지에 일어난다. 아카이아 군은 여러 그리스 왕국에서 온 군대들로 구성되며, 각 왕국의 왕이나 왕자들이 이끌고 있다. 미케네의 왕 아가멤논은 이 연합군의 총사령관 역할을 한다.
아폴론의 사제인 크리세스는 아가멤논과 아카이아인에게 포로로 잡힌 딸 크리세이스를 돌려주는 대가로 막대한 재물을 제안한다. 대부분의 아카이아인들은 이 제안을 찬성했지만, 아가멤논은 거절한다. 크리세스는 아폴론에게 기도하여 도움을 요청하고, 아폴론은 아카이아군을 괴롭히기 위해 전염병을 보낸다. 9일간 전염병이 창궐한 후, 미르미돈 군대의 지도자이자 아리스토스 아카이온("가장 뛰어난 그리스인")인 아킬레우스는 문제를 해결하기 위한 회의를 소집한다. 압력에 못 이겨 아가멤논은 크리세이스를 아버지에게 돌려주기로 동의하지만, 보상으로 아킬레우스의 노예인 브리세이스를 빼앗기로 결정한다. 아가멤논의 결정을 모인 아카이아 군 앞에서 엄청난 불명예로 간주한 아킬레우스는 격분하여 자신과 병사들이 더 이상 아가멤논을 위해 싸우지 않겠다고 선언한다. 오디세우스는 크리세이스를 아버지에게 돌려주고, 아폴론은 전염병을 멈춘다.
그동안 아가멤논의 사자들은 브리세이스를 데려간다. 아킬레우스는 매우 화가 나서 그의 어머니이자 하급 여신이자 바다의 님프인 테티스에게 기도한다. 아킬레우스는 어머니에게 간청하여 제우스에게 트로이군이 아카이아군을 배가 불타는 지경까지 밀어붙이도록 요청해 그의 허락을 받아낸다. 그렇게 해야만 아가멤논이 아카이아인들이 아킬레우스를 얼마나 필요로 하는지 깨닫고 그의 명예를 회복시켜 줄 것이라고 생각했다. 테티스는 그렇게 하고, 제우스는 동의한다. 제우스는 아가멤논에게 트로이를 공격하라고 촉구하는 꿈을 보낸다. 아가멤논은 꿈을 따르지만, 먼저 아카이아 군의 사기를 시험하기 위해 그들에게 집으로 돌아가라고 말하기로 결정한다. 그러나 전쟁이 9년째에 접어들면서 병사들의 사기는 바닥났다. 계획은 역효과를 낳고, 아테나의 영감을 받은 오디세우스의 개입만이 패주를 막는다. 오디세우스는 아가멤논의 전쟁에 대한 불만을 표출하는 평범한 병사인 테르시테스와 대결하여 그를 때린다.
아카이아인들은 트로이 평원에 부대별로 배치된다. 아카이아 군의 배치가 프리아모스 왕에게 알려지자, 트로이인들은 평원으로 출격하여 대응한다. 양 군은 서로에게 다가가지만, 만나기 전에 파리스는 그의 형이자 트로이의 영웅인 헥토르의 재촉을 받아 자신과 일대일 결투를 벌여 전쟁을 끝내자고 제안한다. 여기서 전쟁 전체의 초기 원인이 설명된다: 헬레네, 메넬라오스의 아내이자 세상에서 가장 아름다운 여인이 스파르타에 있는 메넬라오스의 집에서 파리스에게 납치되었다. 메넬라오스와 파리스는 결투에 동의하고, 승자는 헬레나와 결혼하게 된다. 그러나 파리스가 패배하자 아프로디테가 그를 구출하여 메넬라오스가 그를 죽이기 전에 헬레나와 함께 침실로 이끈다.
신들은 전쟁을 여기서 끝낼지 여부를 논의하지만, 헤라는 제우스를 설득하여 트로이가 완전히 파괴될 때까지 기다리게 한다. 아테나는 트로이 궁수 판다로스에게 메넬라오스를 쏘아 부상을 입히도록 부추겨 이전에 맺은 휴전 협정을 깬다. 트로이군의 간계에 격분한 아가멤논은 즉시 아카이아 장군들에게 전투 태세를 갖추도록 명령한다. 장군들이 이끄는 부대의 열병식을 끝마친 후 아카이아군은 드디어 트로이아 진영으로 공격해 들어간다.

### 그리스와 트로이 영웅들의 결투 (5권–7권)
출처:
전투 중에 디오메데스는 판다로스를 포함한 많은 트로이 병사들을 죽이고 아이네이아스를 물리친다. 아프로디테는 그가 죽기 전에 그를 구출하지만, 디오메데스는 그녀를 공격하여 여신의 손목에 부상을 입힌다. 아폴론은 디오메데스와 맞서 그에게 신들과 싸우지 말라고 경고하지만 디오메데스는 이를 무시한다. 아폴론은 아레스를 보내 디오메데스를 물리치게 한다. 헥토르를 포함한 많은 영웅과 지휘관들이 전투에 참여하고, 각 진영을 지지하는 신들이 전투에 영향을 미치려 한다. 아테나의 격려를 받은 디오메데스는 아레스에게 부상을 입혀 그를 무력화시킨다.
헥토르는 트로이인들을 재정비하고 패주를 막는다. 디오메데스와 트로이의 글라우코스는 결투 후 공통점을 발견하고 글라우코스의 벨레로폰 이야기에 감동하여 불공평한 선물을 교환한다. 헥토르는 도시로 들어가 그의 어머니 헤카베에게 기도와 제사를 올리라고 촉구하고, 파리스를 전투에 나서도록 부추기며, 성벽에서 아내 안드로마케와 아들 아스티아낙스에게 작별을 고한다. 그런 다음 그는 다시 전투에 참여한다. 헥토르는 아이아스와 결투를 벌이지만, 해질녘이 되어 싸움이 중단되고 양측은 퇴각한다. 트로이인들은 헬레네를 아카이아인들에게 돌려줄지 여부를 놓고 다툰다. 파리스는 그가 가져간 보물을 돌려주고 추가적인 재물을 보상으로 주겠다고 제안하지만, 헬레네는 돌려주지 않겠다고 하여 제안은 거절된다. 양측은 전사자들을 매장하기 위해 하루 동안 휴전에 동의한다. 아카이아인들은 또한 그들의 진영과 배를 보호하기 위해 벽과 해자를 건설한다.

### 그리스군의 패주 (8권–15권)
출처:

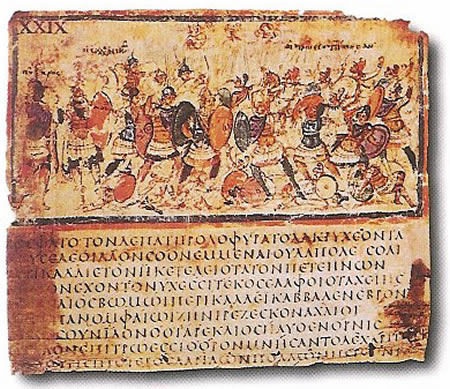
《일리아스》 8권 245–253행, 그리스어 필사본, 서기 5세기 후반~6세기 초반

다음 날 아침, 제우스는 신들이 개입하는 것을 금지하고, 전투가 다시 시작된다. 트로이인들이 우세하여 아카이아인들을 그들의 벽까지 밀어붙인다. 헤라와 아테나는 도움을 금지당한다. 트로이인들이 아카이아 벽을 공격하기 전에 밤이 찾아온다. 그들은 첫 새벽에 공격하기 위해 들판에 야영하고, 그들의 감시 불빛이 별처럼 평원을 밝힌다.
한편, 아카이아인들은 절박한 상황에 처한다. 아가멤논은 자신의 실수를 인정하고 오디세우스, 아이아스, 포이닉스로 구성된 사절단을 보내 아킬레우스가 전투에 복귀하면 브리세이스와 막대한 선물을 주겠다고 제안한다. 아킬레우스와 그의 친구 파트로클로스는 사절단을 맞이하지만, 아킬레우스는 그의 명예에 대한 모욕이 너무 크다고 생각하여 제안을 격렬히 거부한다. 그는 트로이인들이 그의 배에 도달하여 불을 지를 위협을 가할 때만 전투에 복귀할 것이라고 선언한다. 사절단은 실패한 채 돌아온다.
그날 밤 늦게, 오디세우스와 디오메데스는 트로이 전선으로 나아가 트로이의 돌론을 죽이고 트로이의 트라키아 동맹군의 진영을 엉망으로 만든다. 아침에 전투는 격렬해지고, 아가멤논, 디오메데스, 오디세우스 모두 부상을 입는다. 아킬레우스는 그의 진영에서 파트로클로스를 보내 아카이아인들의 사상자에 대해 알아보게 하고, 그곳에서 파트로클로스는 네스토르의 연설에 연민을 느낀다. 네스토르는 파트로클로스에게 아킬레우스에게 전투에 다시 참여해 달라고 간청하거나, 그가 그러지 않겠다면 아킬레우스의 갑옷을 입고 직접 군대를 이끌어 달라고 요청한다.
트로이군이 아카이아 벽을 도보로 공격한다. 헥토르는 그들의 돌격이 실패할 것이라는 불길한 징조에도 불구하고 끔찍한 전투를 이끈다. 아카이아인들은 압도당하고 패주하며, 벽의 문이 부서지고 헥토르가 돌격해 들어온다. 아카이아인들은 그들의 배로 후퇴한다.
포세이돈은 아카이아인들을 가엾게 여겨 제우스의 명령을 어기고 그들을 돕기로 결정한다. 그는 아카이아인들의 사기를 북돋우고, 그들은 트로이인들을 다시 밀어붙이기 시작한다. 포세이돈의 조카인 암피마쿠스가 전투에서 죽는다. 포세이돈은 크레타의 이도메네우스에게 신적인 힘을 부여한다. 양측에서 많은 이들이 쓰러진다. 트로이의 선견자 폴리다마스는 불길한 징조 때문에 헥토르에게 후퇴하라고 촉구하지만 무시당한다.
헤라는 제우스를 유혹하여 잠재우고, 포세이돈이 그리스인들을 돕도록 허용한다. 트로이인들은 평원으로 밀려난다. 아이아스가 헥토르에게 부상을 입혀 헥토르는 트로이로 다시 옮겨지고, 이를 기회로 아카이아인들이 공세를 시작하여 트로이군이 후퇴한다. 작은 아이아스가 큰 공을 세운다.
제우스가 잠에서 깨어나자 헤라에게 크게 화를 낸다. 이리스를 포세이돈에게 보내 싸움에 개입하지 말라고 설득하고, 아폴론을 헥토르에게 보내 그를 회복시킨다. 헥토르가 회복하고 다시 전장으로 나가 아폴론의 도움을 받아 아카이아인들을 맹렬히 공격하자 아카이아인들은 결국 맨 앞쪽의 선단으로부터 후퇴하기 시작한다. 큰 아이아스는 해전(海戰)에 쓰는 긴 창을 들고 홀로 분전하지만 중과부적으로 결국 트로이군은 맨 앞쪽에 있던 프로테실라오스의 배에 불을 지른다.

### 파트로클로스의 죽음 (16권–18권)
출처:

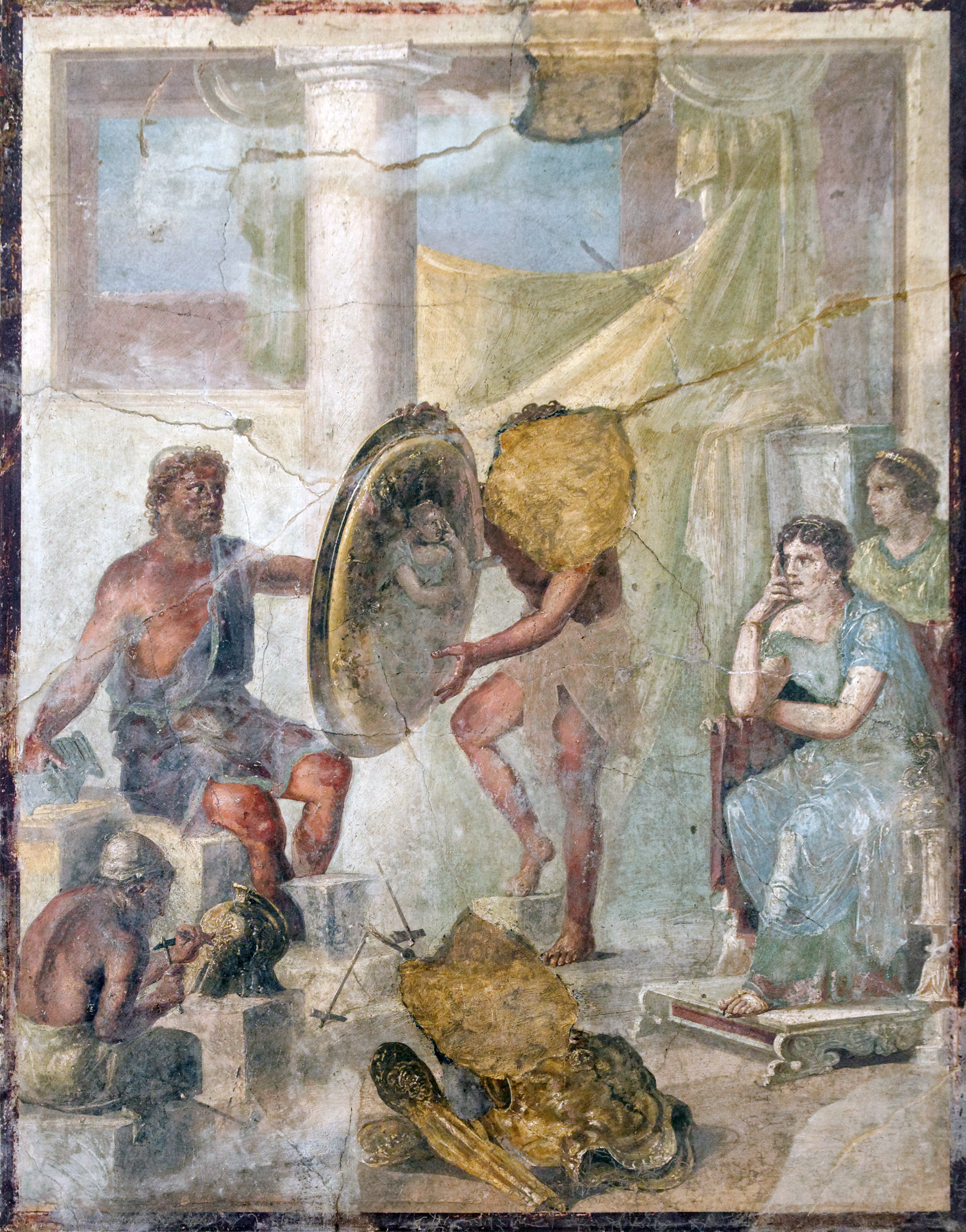
테티스가 헤파이스토스의 대장간에서 아킬레우스의 새 무기를 받기 위해 기다리는 모습, 폼페이 프레스코화, 1세기

파트로클로스는 더 이상 지켜볼 수 없어 아킬레우스에게 울면서 간다. 그는 아킬레우스의 고집을 꾸짖고, 자신에게 아킬레우스의 갑옷을 입고 대신 싸우게 해달라고 요청한다. 그렇게 하면 자신이 아킬레우스로 오인될 것이라고 말한다. 아킬레우스는 마음이 약해져 파트로클로스에게 갑옷을 빌려주지만, 트로이인들을 밀어내면 즉시 돌아오고 성벽까지 쫓아가지 말라는 엄중한 경고를 한다. 아킬레우스는 모든 것이 제대로 되면 자신과 파트로클로스가 함께 트로이를 정복할 것이라고 말한다.
파트로클로스는 미르미돈 병사들을 이끌고 전투에 참여하며, 트로이인들이 첫 배에 불을 지르는 순간 도착한다. 트로이인들은 갑작스러운 공격에 패주하고, 파트로클로스는 트로이의 주요 동맹인 제우스의 아들 사르페돈 2세를 죽이며 공격을 시작한다. 파트로클로스는 아킬레우스의 명령을 무시하고 추격하여 트로이 성문까지 도달하지만, 아폴론 자신이 그를 막는다. 파트로클로스는 헥토르의 전차병 케브리오네스를 죽이지만, 아폴론과 에우포르보스에 의해 약해지고, 결국 헥토르에게 죽임을 당한다.
헥토르는 쓰러진 파트로클로스에게서 아킬레우스의 갑옷을 빼앗는다. 아카이아인들은 헥토르의 명령에 따라 파트로클로스의 시신을 트로이로 가져가려는 트로이인들로부터 시신을 되찾기 위해 싸운다. 안틸로코스가 아킬레우스에게 파트로클로스의 전사 소식을 알리고 시신을 되찾는 데 도움을 요청하도록 보낸다.
아킬레우스는 파트로클로스의 죽음을 듣고 너무나 큰 슬픔에 잠겨서, 그의 어머니 테티스가 바다 밑에서 그의 울음소리를 듣는다. 테티스도 아킬레우스가 헥토르를 죽이면 자신도 죽을 운명임을 알고 슬퍼한다. 자신의 운명을 결정짓게 될 것임을 알면서도 아킬레우스는 파트로클로스의 복수를 위해 헥토르를 죽이겠다고 맹세한다.
아킬레우스는 파트로클로스의 시신을 되찾는 것을 돕도록 촉구받지만, 입을 갑옷이 없다. 아테나에 의해 눈부신 광채로 둘러싸인 아킬레우스는 아카이아 벽 옆에 서서 분노에 찬 포효를 한다. 트로이인들은 그의 모습에 겁에 질려 도망치고, 아카이아인들은 파트로클로스의 시신을 옮기는 데 성공한다. 폴리다마스는 다시 헥토르에게 도시로 철수하라고 촉구하지만, 헥토르는 다시 거부하고, 트로이인들은 해질녘에 평원에 야영한다.
아킬레우스는 비통에 잠겨 파트로클로스를 애도하며 헥토르의 시신을 전차에 매달고 다닌다. 아킬레우스가 헥토르의 시신을 계속해서 학대하는 것에 경악한 제우스는 시신을 프리아모스에게 돌려주기로 결정한다. 헤르메스의 안내를 받아 프리아모스는 선물이 가득 실린 수레를 끌고 평원을 건너 아카이아 진영에 눈에 띄지 않게 도착한다. 그는 아킬레우스의 무릎을 잡고 아들의 시신을 간청한다. 아킬레우스는 눈물을 흘리며 마침내 마음을 누그러뜨리고 분노를 가라앉힌다. 둘은 전쟁에서 잃은 것들을 애도한다. 아킬레우스는 헥토르의 시신을 돌려주고 트로이인들에게 그를 제대로 애도하고 매장할 12일의 시간을 주기로 동의한다. 아킬레우스는 헥토르의 시신을 돌려줌으로써 파트로클로스를 모욕했다고 생각하여 그에게 사과한다. 식사 후, 프리아모스는 헥토르의 시신을 트로이로 다시 가져간다. 헥토르는 매장되고, 도시는 애도한다.

### 아킬레우스의 분노 (19권–24권)
출처:

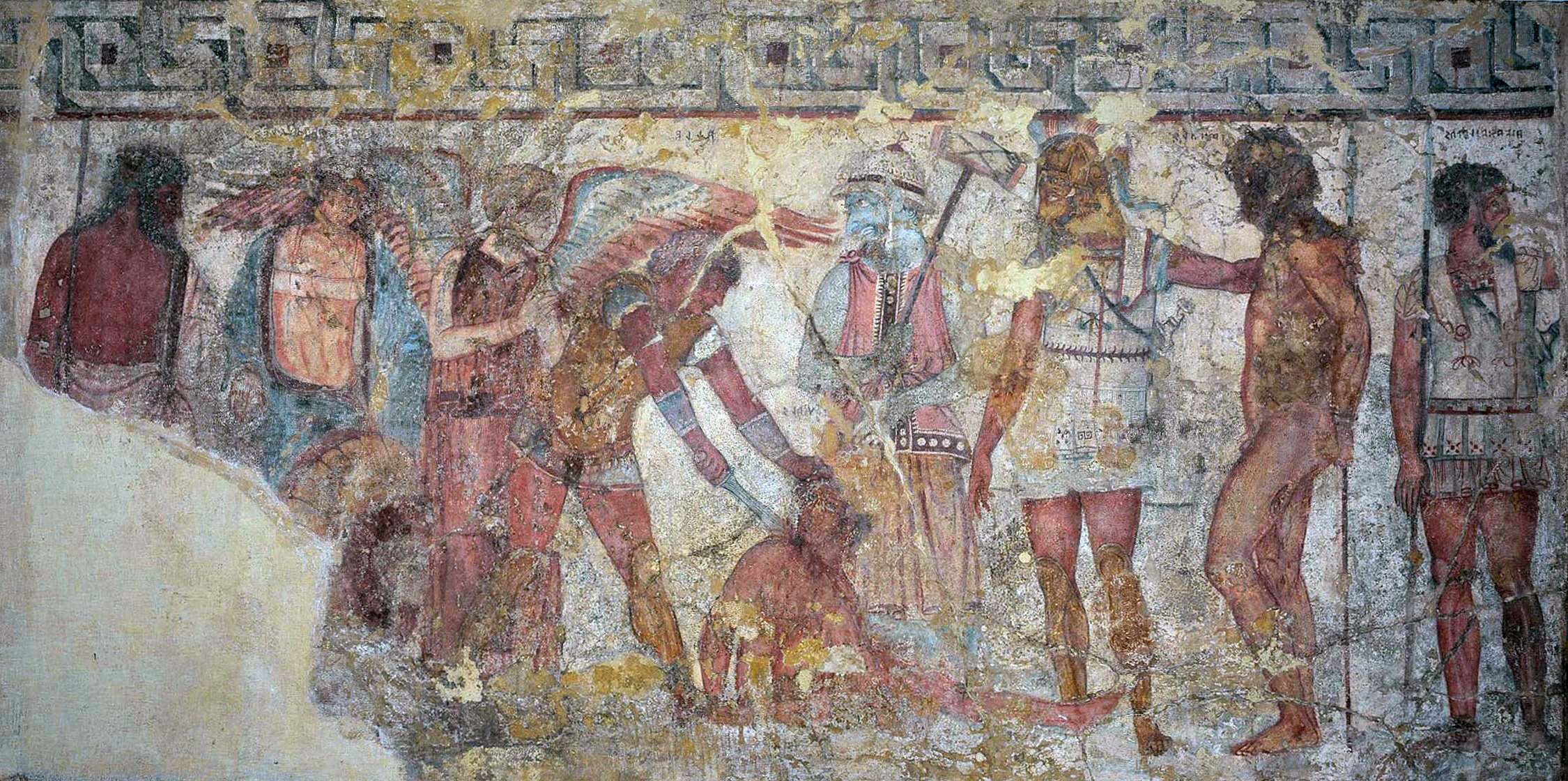
불치(Vulci)의 프랑수아 무덤 프레스코화의 세부 묘사로, 트로이 포로들의 희생을 보여준다. 왼쪽부터 오른쪽으로: 아가멤논, 파트로클로스의 유령, 반트, 노예를 참수하는 아킬레우스, 카룬, 아이아스 (대), 노예, 아이아스 (소). 기원전 350~330년

아침이 되자 테티스는 아킬레우스에게 새로운 무장을 가져다주고, 아가멤논과 아킬레우스는 모든 아카이아군이 지켜보는 가운데 화해한다. 오디세우스의 권고에 따라 모든 아카이아인들은 아침을 먹고 아킬레우스를 따라 전쟁터로 향한다. 출정하기 전에 아킬레우스의 준마 크산토스가 헤라의 힘을 입어 인간의 음성으로 아킬레우스가 오늘은 승리하지만 결국 전사할 것이라고 이야기한다. 그러나 아킬레우스는 무시하고 전쟁터로 나간다.
제우스는 아킬레우스가 당장 트로이 성을 함락하지 못하도록 여러 신들이 전쟁에 관여하는 것을 허락한다. 아폴론이 아이네이아스를 부추겨 아킬레우스에게 맞서게 한다. 여러 신들은 각자 자신들이 응원하는 측으로 갈라선다. 아이네이아스가 위험해지자 포세이돈은 그를 구해준다. 아폴론은 헥토르에게 싸움에 나서지 말 것을 권고하지만, 헥토르는 이를 무시하고 동생 폴리도로스의 죽음에 화가 나서 아킬레우스에게 맞선다. 헥토르는 아킬레우스에게 거의 죽음을 당할 뻔하는데, 아폴론의 도움으로 겨우 살아난다. 아킬레우스는 도망치는 트로이군을 크게 무찌른다.
트로이 군의 일부가 스카만데르 강에 빠져 헤어나오지 못하는데, 아킬레우스가 칼을 빼들고 뒤쫓아가서 닥치는 대로 죽이고 파트로클로스의 죽음에 대한 제물로 삼기 위해 12명의 젊은 군인을 생포해 온다. 강의 신이 화가 나서 아킬레우스를 들판으로 추격하나 헤파이스토스가 불로 강의 신을 물리친다. 아킬레우스는 트로이 군을 성안으로 모두 몰아넣는다.
프리아모스 왕과 헤카베 왕비의 만류에도 불구하고 헥토르는 성문 앞으로 나가 아킬레우스와 일전을 기다린다. 아킬레우스와 헥토르는 쫓고 쫓기다가 트로이 성을 세 바퀴나 돈다. 제우스는 헥토르의 파멸을 결정하고 아폴론은 헥토르를 도와주지 못한다. 아테나가 데이포보스로 변하여 헥토르로 하여금 아킬레우스에게 대항하도록 유도한다. 아킬레우스는 헥토르를 죽이고 그 시체를 전차에 매달고 돌아간다. 헥토르의 부모와 아내는 성벽 위에서 통곡한다.
파트로클로스의 혼령이 밤에 아킬레우스에게 나타나 자신의 장례를 치러줄 것을 요청한다. 아침이 되자 아카이아 군은 나무를 베어 와서 파트로클로스를 화장한다. 그 다음 날 화장터 위에 봉분을 만들고 아킬레우스 주최하에 장례 경기가 벌어진다.
아킬레우스가 밤새도록 눈을 뜨고 있다가 헥토르의 시체를 끌고 파트로클로스의 무덤을 돈다. 제우스는 테티스를 보내 헥토르의 시체를 모욕하지 말고 돌려주라고 명령하고, 이리스를 프리아모스에게 보내 몸값을 내고 아들의 시체를 찾아가라고 조언한다. 프리아모스는 제우스가 보내준 메시지를 믿고 길을 떠나 헤르메스의 안내를 받으며 무사히 아킬레우스의 막사에 도착한다. 아킬레우스는 프리아모스에게 아들의 시체를 인도하고 헥토르의 장례 기간 동안에는 휴전하겠다고 약속한다. 프리아모스는 헥토르의 시체를 거둬가 장례를 성대하게 치른다.

## 주제

### 종교

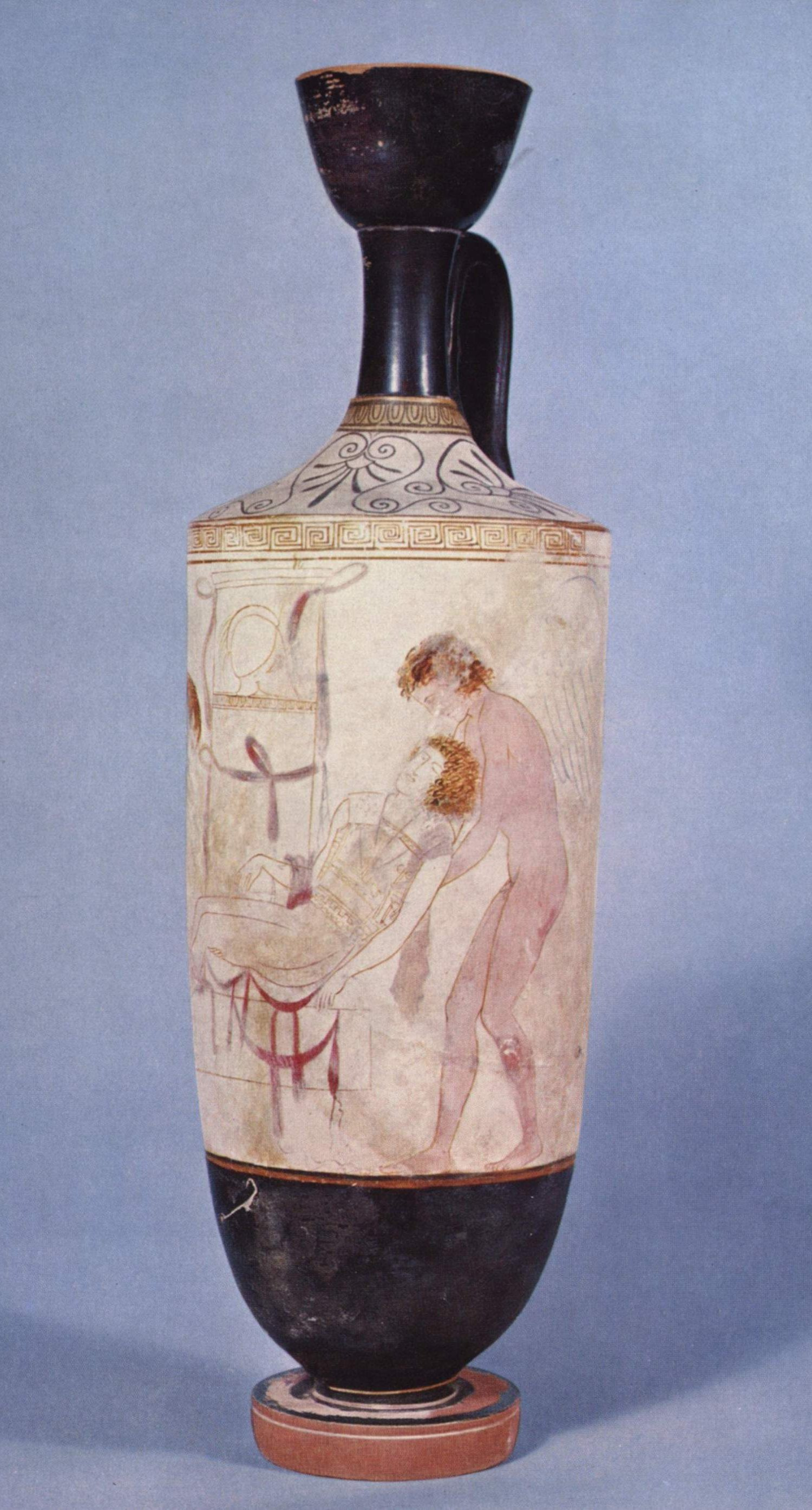
트로이 전장에서 사르페돈 2세의 시신을 운반하는 히프노스와 타나토스; 아티카 백색 바탕 레키토스 세부 묘사, c. 기원전 440년

고대 그리스 종교는 엄격한 조직이 없었고, 오히려 그리스 민족의 다양한 신념에서 비롯되었다. 애드킨스와 폴라드는 "초기 그리스인들은 그들의 세계, 자연적 및 문화적, 그리고 그 안에서의 경험의 모든 측면을 인격화했다. 지구, 바다, 산, 강, 관습법(themis), 그리고 사회와 그 재화에서의 개인의 몫은 모두 자연주의적 용어뿐만 아니라 개인적인 용어로도 보였다"고 진술한다. 그들은 세계와 그 변화를 신적 개입이나 존재의 결과로 인식했다. 종종 그들은 이러한 사건들이 신비롭고 설명할 수 없다고 여겼다.
《일리아스》에서 올림포스 신들, 여신들, 그리고 하급 신들은 서로 싸울 뿐만 아니라 인간 전쟁에 참여하며, 종종 필멸의 인간들에게 개입하여 다른 신들과 맞선다. 호메로스의 신들에 대한 묘사는 그의 서사적 목적에 부합하지만, 4세기 아테네인의 사상에서 신들은 호메로스의 작품에서 익숙한 방식으로 언급되지 않았다. 역사가 헤로도토스는 호메로스와 그의 동시대인인 헤시오도스가 신들의 외모와 성격을 명명하고 묘사한 최초의 작가라고 말한다.
일부 학자들은 신들이 서로 다툼을 벌여 필멸의 세계에 개입하는 것을 논한다. 호메로스는 신들의 열정과 감정을 인간 수준에서 일어나는 일들의 결정적인 요인으로 사용하여 《일리아스》의 세계를 해석한다. 24권에서는 전쟁의 원인에 대한 회고적 논의를 통해 전쟁의 원인을 헤라와 아테나의 분노로 돌린다:
그리고 이 모든 것이 다른 신들에게는 기뻤으나, 헤라에게는

포세이돈에게는, 번쩍이는 눈의 아가씨에게는 기쁘지 않았다.

그들은 거룩한 일리오스(트로이)가 그들의 눈에

미움을 받기 시작했을 때와 마찬가지로 고집을 부렸다.

알렉산드로스의 어리석음 때문에 프리아모스와 그의 백성이 미움을 받았다.

그는 그의 농가에 왔을 때 여신들을 모욕하고

그의 비통한 욕정을 부추긴 여인을 칭찬했기 때문이다.— Homer, Iliad 24.25–30

아테나와 헤라는 파리스가 올림포스산에서 열린 미인 대회에서 자신들을 제치고 아프로디테를 가장 아름다운 여신으로 선택했기 때문에 파리스에게 반대한다. 볼프강 쿨만은 더 나아가 "헤라와 아테나가 파리스의 심판에서 아프로디테의 승리에 실망한 것이 《일리아스》에서 두 여신들의 모든 행동을 결정하며, 심판자 파리스와 그의 도시 트로이에 대한 그들의 증오의 원인이 된다"고 말한다.
헤라와 아테나는 이로 인해 시 전반에 걸쳐 아카이아군을 계속해서 지원하며, 아프로디테는 파리스와 트로이인들을 돕는다. 여신들 사이의 감정은 종종 그들이 필멸의 세계에서 취하는 행동으로 이어진다. 예를 들어, 《일리아스》 3권에서 파리스는 메넬라오스에게 패배할 위기에 처해 있었다. 메넬라오스는 그에게 단독 전투를 제안했지만, 아프로디테는 파리스를 메넬라오스의 분노로부터 구하기 위해 개입한다. "이제 그는 그를 끌고 가서 영원한 영광을 얻었을 것이지만, 제우스의 딸 아프로디테는 민첩하게, 가죽 끈을 끊어버렸다." 감정과 행동의 이러한 연결은 시 전체에 걸쳐 발생하는 많은 예시 중 하나일 뿐이다. 특히 신들은 끊임없이 개입하여 그들이 선호하는 보호자들에게 동기 부여 연설을 제공하며, 종종 그들이 잘 아는 인간의 모습으로 나타난다.
메리 레프코비츠는 《일리아스》에서 신성한 행동의 중요성을 논하며, 신성한 개입이 독립적인 사건인지(그 자체를 위한 것인지) 아니면 그러한 신적인 행동이 단지 인간의 성격에 대한 비유인지에 대한 질문에 답하려고 한다. 투키디데스나 플라톤과 같은 기원전 5세기와 4세기 작가들의 지적 관심은 "인간 삶에 대해 이야기하는 방식이지 묘사나 진리가 아니"라는 그들의 유용성에만 국한되었다. 왜냐하면, 만약 신들이 인간의 비유가 아닌 종교적 인물로 남는다면, 교리나 신앙의 성경이라는 기초 없이 그들의 "존재"는 그리스 문화에 사람들이 요구하는 어떤 종교적 기능에도 부합하는 신들을 상상할 수 있는 지적 폭과 자유를 허용했기 때문이다.
심리학자 줄리언 제인스는 《일리아스》를 양원 정신 이론의 주요 증거로 사용하는데, 이 이론은 《일리아스》에 묘사된 시점까지 인간이 현재의 인간과는 매우 다른 정신 상태를 가지고 있었다고 주장한다. 그는 그 당시 인간은 오늘날 의식이라고 불리는 것이 부족했으며, 인간은 신이라고 식별한 명령을 듣고 따랐으며, 인간 정신이 동기 부여를 의식적인 자아에 통합하는 변화가 일어날 때까지 그랬다고 제안한다. 그는 《일리아스》의 거의 모든 행동이 신에 의해 지시되거나, 유발되거나, 영향을 받았으며, 초기 번역본에는 사고, 계획 또는 자기 성찰을 암시하는 단어가 놀랍도록 부족하다는 점을 지적한다. 그가 주장하는 그러한 단어들은 번역자들이 현대적 정신 상태를 등장인물에게 강요하면서 발생한 오역이라는 것이다. 이는 결론이 증거의 유효성을 결정하는 일종의 역논리이다.

### 운명
운명(그리스어: κήρ, 직역: 정해진 죽음)은 《일리아스》의 대부분 사건을 이끈다. 신들과 인간은 그것을 따르며, 논쟁하거나 바꿀 수 없다. 그것은 칼카스와 같은 예언자에게 징조를 보내는 제우스, 또는 아킬레우스의 임박한 죽음에 대한 테티스의 예언과 같은 여러 방식으로 이야기 전반에 걸쳐 강조되고 언급된다. 인간과 그들의 신들은 자신의 운명에 대한 영웅적인 수용과 비겁한 회피에 대해 계속해서 이야기한다. 운명이 모든 행동, 사건, 발생을 결정하지는 않지만, 삶의 결과는 결정한다. 예를 들어, 파트로클로스는 헥토르의 죽음을 예언한다.
아니, 죽음의 운명이 레토의 아들과 함께 나를 죽였고,

인간 중에서는 에우포르보스였다. 너는 나의 세 번째 살인자일 뿐.

그리고 내가 너에게 말하는 이 다른 것을 마음에 새겨라.

너 자신은 오래 살 자가 아니며, 이제 이미

죽음과 강력한 운명이 네 곁에 서서,

아이아코스의 위대한 아들, 아킬레우스의 손에 쓰러질 것이다.— Homer, Iliad 16.849–854 (Lattimore 1951).

여기서 파트로클로스는 헥토르의 손에 죽을 자신의 정해진 운명과 아킬레우스의 손에 죽을 헥토르의 정해진 운명을 암시한다. 각자는 자신의 삶의 결과를 받아들이면서도 굴하지 않고 나아간다. 그러나 운명이 항상 즉시 받아들여지는 것은 아니다. 이러한 의심의 첫 번째 사례는 16권에서 발생한다. 제우스는 그의 필멸의 아들인 사르페돈이 파트로클로스에게 죽임을 당하려는 것을 보고 말한다:
아, 슬프도다, 가장 사랑하는 인간인 사르페돈이

메노이티오스의 아들 파트로클로스의 손에 쓰러질 운명이라니.— Homer, The Iliad. 16.433–434 (Lattimore 1951).

자신의 딜레마에 대해 헤라는 제우스에게 묻는다:
폐하, 크로노스의 아들이시여, 무슨 말씀을 하셨나이까?

당신은 필멸의 인간, 이미 운명에 의해 정해진 자를

끔찍한 죽음에서 되살려 풀어주려 하십니까?

그렇게 하시옵소서; 그러나 나머지 우리 신들은 모두 당신을 승인하지 않을 것입니다.— Homer, The Iliad 16.440–43 (Lattimore 1951).

아들을 잃는 것과 운명을 따르는 것 사이에서 결정해야 할 때, 신들의 왕인 제우스는 후자를 따라야 한다. 이 모티프는 그가 사랑하고 존경하는 헥토르를 살려줄 것을 고려할 때 반복된다. 이번에는 아테나가 그에게 도전한다:
빛나는 번개의 아버지, 어두운 안개여, 당신이 무엇을 말했나이까?

당신은 필멸의 인간, 이미 운명에 의해 정해진 자를

끔찍한 죽음에서 되살려 풀어주려 하십니까?

그렇게 하시옵소서; 그러나 나머지 우리 신들은 모두 당신을 승인하지 않을 것입니다.— Homer, The Iliad 22.178–81 (Lattimore 1951).

다시, 제우스는 운명을 바꿀 수 있는 것처럼 보이지만, 그렇게 하지 않고 정해진 결과들을 따르기로 결정한다. 비슷하게, 아폴론이 아이네이아스를 설득하여 우세한 아킬레우스와 싸우게 한 후, 운명은 아이네이아스를 살려준다. 포세이돈은 조심스럽게 말한다:
그러나 자, 우리가 그를 죽음에서 구하자.

크로노스의 아들이 지금 아킬레우스가

이 자를 죽이면 화를 낼까 두렵다. 그는 살아남을 운명이며,

다르다노스의 혈통은 죽지 않을 것이다...— Homer, The Iliad 20.300–04 (Lattimore 1951).

신들의 도움을 받아 아이네이아스는 아킬레우스의 분노를 피하고 트로이 전쟁에서 살아남는다. 신들이 운명을 바꿀 수 있는지 없는지는 불분명하지만, 그들은 인간적인 충성심에 반대하더라도 운명을 따른다. 운명의 신비한 기원은 필멸의 인간과 불멸의 존재 모두를 넘어선 힘으로 남아 있다.

### 클레오스
[[[클레오스]]] 오류: {{전자}}: transliteration text not Latin script (pos 3: 클) (도움말)(그리스어: κλέος, "영광, 명성")는 영웅적인 전투에서 얻는 영광의 개념이다. 그것은 주어지거나 빼앗길 수 있고, 증가하거나 감소할 수 있는 유동적인 속성이다. 특히 아킬레우스는 자신의 클레오스에 대해 깊이 우려한다. 9권(9.410–16)에서 아킬레우스는 아가멤논의 사절단인 오디세우스, 포이닉스, 아이아스에게 자신의 전투 복귀를 간청하며 두 가지 운명(그리스어: διχθαδίας κήρας, 9.411) 중 하나를 선택해야 한다고 애절하게 말한다.
구절은 다음과 같다:

| μήτηρ γάρ τέ μέ φησι θεὰ Θέτις ἀργυρόπεζα (410) διχθαδίας κῆρας φερέμεν θανάτοιο τέλος δέ. εἰ μέν κ' αὖθι μένων Τρώων πόλιν ἀμφιμάχωμαι, ὤλετο μέν μοι νόστος, ἀτὰρ κλέος ἄφθιτον ἔσται εἰ δέ κεν οἴκαδ' ἵκωμι φίλην ἐς πατρίδα γαῖαν, ὤλετό μοι κλέος ἐσθλόν, ἐπὶ δηρὸν δέ μοι αἰὼν (415) ἔσσεται, οὐδέ κέ μ' ὦκα τέλος θανάτοιο κιχείη. | 내 은발의 여신 어머니 테티스께서 말씀하시기를 내가 죽을 날까지 두 가지 운명을 지니고 간다고 하셨네. 만일 내가 이곳에 남아 트로이 성 옆에서 싸운다면 나의 귀환은 사라지겠지만, 나의 영광은 영원하리라. 그러나 만일 내가 사랑하는 아버지의 땅으로 돌아간다면 내 영광의 탁월함은 사라지겠지만, 긴 삶이 내게 남을 것이며, 나의 죽음은 빨리 오지 않으리라. |
| | —리치먼드 래티모어 번역 |

그리스어: nostos를 포기함으로써, 그는 그리스어: kleos aphthiton(그리스어: κλέος ἄφθιτον, "불멸의 명성")이라는 더 큰 보상을 얻게 될 것이다. 시에서 그리스어: aphthiton(그리스어: ἄφθιτον, "불멸의")은 다섯 번 더 나타나는데, 각 경우마다 아가멤논의 홀, 헤베의 전차 바퀴, 포세이돈의 집, 제우스의 왕좌, 헤파이스토스의 집과 같은 물체를 지칭한다. 번역가 래티모어는 그리스어: kleos aphthiton을 "영원히 불멸하는" 또는 "영원히 불멸하는"으로 번역하는데, 이는 아킬레우스의 필멸성을 강조하면서 트로이 전투로 돌아가는 더 큰 보상을 강조한다.
클레오스는 종종 전투에서 얻은 전리품으로 시각적으로 표현된다. 아가멤논이 아킬레우스에게서 브리세이스를 빼앗을 때, 그는 아킬레우스가 얻었던 클레오스의 일부를 빼앗는 것이다.
아킬레우스의 방패는 헤파이스토스가 만들고 그의 어머니 테티스가 그에게 준 것으로, 중앙에 별들의 이미지가 새겨져 있다. 별들은 아무리 영웅적이라 할지라도 한 인간이 전체 우주적 관점에서 차지하는 위치에 대한 심오한 이미지를 불러일으킨다.

### 노스토스
노스토스(그리스어: νόστος, "귀향")는 이 시에서 일곱 번 나타나며, 이는 《일리아스》 자체에서는 부차적인 주제이다. 그러나 귀향의 개념은 다른 고대 그리스 문학, 특히 아트레우스의 후손들(아가멤논과 메넬라오스)과 오디세우스가 겪었던 전후 귀향의 운명(《오디세이아》 참조)에서 훨씬 더 많이 탐구된다.

### 자만심
자만심은 《일리아스》의 줄거리를 이끄는 동력이다. 아카이아인들은 헬레네를 트로이인들로부터 되찾기 위해 트로이 평원에 모인다. 비록 대다수의 트로이인들은 기꺼이 헬레네를 아카이아인들에게 돌려줄 것이지만, 그들은 파리스라고도 불리는 그들의 왕자 알렉산드로스의 자만심에 따른다. 이러한 틀 안에서 호메로스의 작품이 시작된다. 《일리아스》의 시작에서 아가멤논의 자만심은 그에게서 아킬레우스가 전쟁 능력의 대가로 원래 주었던 브리세이스를 빼앗게 만드는 일련의 사건들을 촉발한다. 이러한 모욕 때문에 아킬레우스는 싸움을 거부하고 그의 어머니 테티스에게 제우스가 아카이아인들을 전장에서 고통받게 하여 아가멤논이 그에게 가한 해악을 깨닫게 해달라고 요청한다.
아킬레우스의 자만심은 그가 테티스에게 아카이아인 친구들의 죽음을 간청하도록 만든다. 9권에서 그의 친구들이 그에게 돌아오라고 간청하며 전리품과 노예 브리세이스를 제공하지만, 그는 복수심에 찬 자만심에 사로잡혀 거부한다. 아킬레우스는 파트로클로스의 죽음에 대한 자신에 대한 분노가 아가멤논의 모욕에 대한 자만심을 이겨내고 헥토르를 죽이기 위해 돌아올 때까지 마지막까지 고집을 부린다. 그는 서사시의 끝에서 그의 분노를 억제하고 헥토르를 프리아모스에게 돌려줄 때 다시 한번 자만심을 극복한다. 서사시의 시작부터 끝까지, 자만심은 줄거리를 이끈다.

### 영웅주의
《일리아스》는 주로 아킬레우스, 헥토르, 파트로클로스 등 다양한 인물을 통해 여러 방식으로 영웅주의를 묘사한다. 영웅주의의 전통적인 개념은 대개 영웅적인 인물로 그려져야 하는 주인공과 직접적으로 연관되어 있지만, 《일리아스》는 이러한 영웅주의의 개념을 가지고 놀며 이야기의 진정한 영웅이 누구인지 명확하게 밝히지 않는다. 《일리아스》의 이야기는 위대한 그리스 전사 아킬레우스와 그의 분노, 그리고 그것이 초래하는 파괴를 따른다. 이와 병행하여, 이야기는 또한 트로이 전사 헥토르와 그의 가족과 백성을 보호하기 위한 그의 노력을 따른다. 일반적으로 주인공이기 때문에 아킬레우스가 이 이야기의 영웅이라고 가정하지만, 《일리아스》 전반에 걸친 그의 행동을 다른 인물들의 행동과 비교하면, 일부는 아킬레우스가 진정한 영웅이 아니며, 심지어 안티히어로일 수도 있다는 결론에 도달할 수도 있다. 헥토르가 그의 가족에 대한 충성심, 그의 백성을 방어하려는 힘과 결단력과 같은 본질적으로 영웅적인 자질, 그리고 이야기의 끝에서 헥토르를 명예롭게 매장하는 데 중점을 둔 점 때문에 《일리아스》의 진정한 영웅이라고 주장할 수도 있다. 《일리아스》의 진정한 영웅은 명시적으로 제시되지 않고, 누가 "진정한" 영웅으로 간주되든 상관없이 두 인물의 복잡성과 결함을 보여주려는 작가 호메로스의 의도에 따라 의도적으로 해석의 여지가 남겨져 있다.

### 티메
클레오스와 유사한 개념이 티메(그리스어: τιμή, "존경, 명예")이다. 이는 명예로운 사람이 자신의 사회적 지위에 따라 성취(문화적, 정치적, 군사적)를 통해 얻는 존경을 의미한다. 1권에서 아카이아인의 문제는 아가멤논 왕의 비천하고 왕답지 못한 행동으로 시작된다. 그는 먼저 아폴론의 트로이 사제인 크리세스를 위협하고(1.11), 다음으로 아킬레우스에게서 브리세이스를 압수함으로써 그를 무시하여 상황을 악화시킨다(1.171). 전사의 이어진 불명예로운 왕에 대한 원한은 아카이아인의 군사적 목표를 망친다.

### 휘브리스
휘브리스는 티메와 비슷한 역할을 한다. 서사시는 아킬레우스의 분노와 그로 인한 파괴를 주제로 삼는다. 분노는 인간과 신 사이의 거리를 혼란스럽게 한다. 통제되지 않는 분노는 질서 있는 사회적 관계를 파괴하고 신들을 인간으로부터 멀리 떨어뜨려 놓기 위해 필요한 올바른 행동의 균형을 깨뜨린다. 서사시가 아킬레우스의 분노와 그로 인한 파괴에 초점을 맞추고 있음에도 불구하고, 휘브리스는 또한 중요한 역할을 하며, 많은 파괴적인 사건의 불쏘시개이자 연료 역할을 한다.
아가멤논은 휘브리스 때문에 크리세이스를 몸값으로 돌려주기를 거부하고, 그녀를 요구할 때 아킬레우스의 자존심을 상하게 한다. 휘브리스는 파리스가 메넬라오스와 싸우도록 강요한다. 아가멤논은 오디세우스, 디오메데스, 네스토르의 자존심을 문제 삼아, 왜 그들이 움츠러들어 도움을 기다리고 있는지, 자신들이 선두에 서야 할 때라고 말하며 아카이아인들을 싸우도록 부추긴다. 《일리아스》의 사건들이 아킬레우스의 분노와 그로 인한 파괴에 초점을 맞추고 있는 동안, 휘브리스는 이 둘 모두를 부추기고 촉진한다.

### 메니스
이 시의 첫 단어인 그리스어: μῆνιν(메닌; 대격 그리스어: μῆνις, 메니스, "격노", "분노", "격정")은 《일리아스》의 주요 주제인 "아킬레우스의 분노"를 확립한다. 그의 개인적인 분노와 상처 입은 전사의 자존심이 이야기를 이끈다: 아카이아인들의 전장에서의 주춤거림, 파트로클로스와 헥토르의 죽음, 그리고 트로이의 함락. 1권에서 아킬레우스의 분노는 그리스 왕들과 예언자 칼카스 사이의 아킬레우스가 소집한 회의에서 처음 나타난다. 아가멤논 왕은 아폴론의 트로이 사제인 크리세스를 모욕하는데, "셀 수 없는 선물"을 대가로 그의 딸 크리세이스의 반환을 위협하며 거부한다. 모욕당한 사제는 아폴론에게 도움을 청하고, 아카이아인들에게는 9일 동안 신성한 전염병 화살비가 내린다. 더욱이 그 회의에서 아킬레우스는 아가멤논을 "모든 인간 중에서 가장 탐욕스러운 자"라고 비난한다. 이에 아가멤논은 다음과 같이 답한다:
하지만 이것은 너에게 하는 나의 위협이다.

포이보스 아폴론이 나의 크리세이스를 빼앗아 가고 있다.

나는 내 배에 그녀를 실어, 내 추종자들과 함께 돌려보내겠다.

하지만 나는 아름다운 뺨의 브리세이스를,

네 전리품을, 나 자신이 너의 막사로 가서 빼앗겠다. 그러면 너는 잘 알게 될 것이다.

내가 너보다 얼마나 더 위대한지, 그리고 다른 이는

나 자신과 견주려 하거나 나에게 맞서려 하는 것을 주저할 것이다.— Homer, Iliad 1.181–187 (Lattimore 1951).

그 후 아테나만이 아킬레우스의 분노를 진정시킨다. 그는 아가멤논의 명령을 다시는 따르지 않겠다고 맹세한다. 격노한 아킬레우스는 어머니 테티스에게 울부짖고, 테티스는 제우스의 신성한 개입—트로이인들을 선호하는—을 설득하여 아킬레우스의 권리가 회복될 때까지 (12권) 헥토르가 트로이인들을 이끌어 아카이아인들을 거의 바다까지 밀어붙이게 한다. 나중에 아가멤논은 패배와 그리스로의 퇴각을 고려한다 (14권). 다시, 헥토르가 파트로클로스를 죽이자 아킬레우스의 분노는 복수를 추구하며 전쟁의 판도를 바꾼다. 상심한 아킬레우스는 머리를 쥐어뜯고 얼굴을 더럽힌다. 테티스는 슬퍼하는 아들을 위로하며 아들에게 말한다:
그래서 인간들의 군주 아가멤논이 나를 화나게 했다.

그래도 우리는 이 모든 것을 과거의 일로 하고,

우리의 슬픔 속에서도 우리 안에 깊이 박힌 분노를 힘으로 억누르자.

이제 나는 가서 사랑하는 생명을 앗아간 자,

헥토르를 따라잡을 것이다. 그리고 나는 나의 죽음을 받아들이겠다,

제우스와 다른 불멸자들이 그것을 가져올 때가 언제이든.— Homer, Iliad 18.111–116 (Lattimore 1951).

파트로클로스의 복수에 대한 정당한 대가로 죽음의 가능성을 받아들인 그는 다시 전투에 복귀하여 헥토르와 트로이를 파멸시키고, 트로이 성벽 주위를 세 번 쫓아다닌 후 그를 죽이고 시신을 전차 뒤에 끌고 진영으로 돌아간다.

### 전쟁

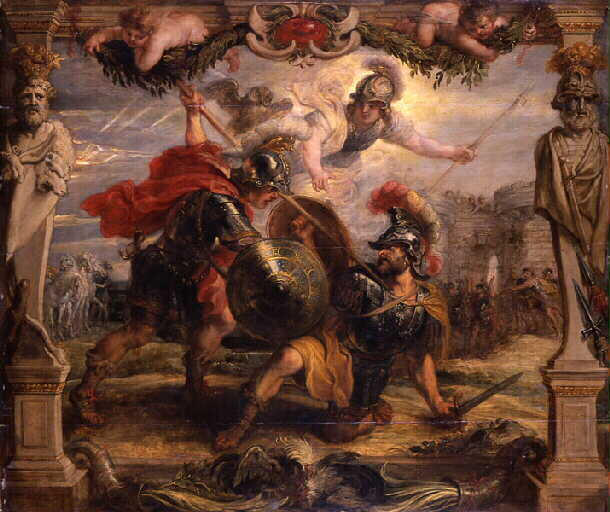
아킬레우스가 헥토르를 죽임, 페테르 파울 루벤스 (1630–1635)

《일리아스》의 대부분은 죽음을 다루는 데 초점을 맞추고 있다. 영웅들은 지위를 얻기 위해 살인을 잘해야 한다. 비록 그 정도는 덜하지만, 작가가 전쟁의 평화로운 측면을 보여주는 경우도 있다. 첫 번째 예시는 3권에서 메넬라오스와 파리스가 전쟁을 끝내기 위해 일대일로 싸우기로 합의하는 장면이다. 메넬라오스와 파리스 사이의 이 대화는 양측의 평화에 대한 압도적인 열망을 강조한다. 또한 3권에서는 장로들이 프리아모스에게 헬레네가 아름다운 여인이지만 한 사람을 위해 전쟁을 치르는 것은 너무 큰 대가라고 말하며 평화를 보여준다. 이러한 사건들은 전쟁의 인간성을 보여준다. 6권에서 헥토르가 가족을 방문하기 위해 도시로 돌아갈 때, 이 사건은 헥토르가 위대한 전사 그 이상이라는 것을 보여주기 때문에 또 다른 강력한 평화의 장면이 된다. 그는 사랑하는 아버지이자 헌신적인 남편이다. 그와 그의 가족 사이에 공유되는 사랑은 피비린내 나는 전투 장면과 대조를 이루며 평화의 중요성을 보여준다. 평화의 마지막 순간은 23권과 24권에 나타난다. 이 중 첫 번째는 파트로클로스를 위해 열린 장례 경기이다. 이 경기는 전쟁 중에 일어날 수 있는 행복, 슬픔, 기쁨을 보여준다. 24권에서 평화는 아킬레우스와 프리아모스가 최근의 상실에 대한 음식과 슬픔을 나눌 때 다시 강조된다. 이 만남에서 둘은 서로 공감하며 헥토르의 매장을 위해 12일간 휴전하기로 합의한다.

## 연대와 텍스트 역사

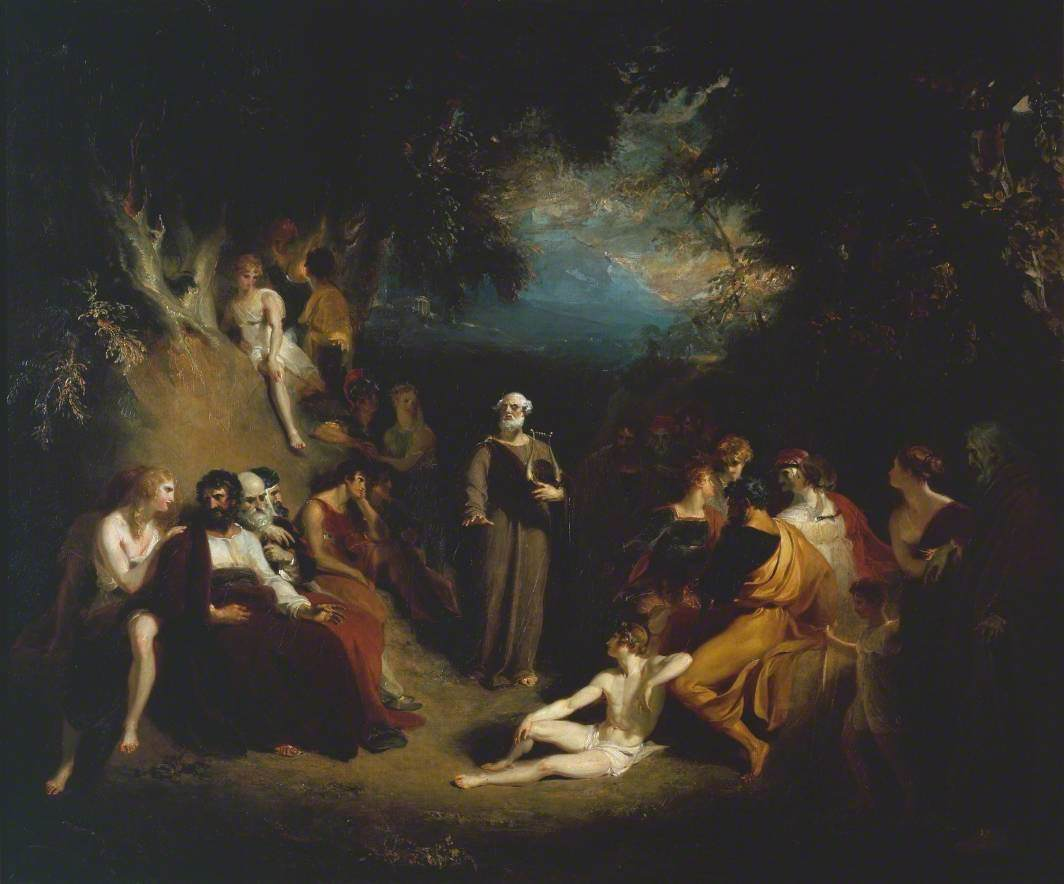
토머스 로렌스의 《호메로스가 시를 낭송하는 모습》, 1790년

이 시는 고전 고대의 고졸기 그리스 시대에 해당한다. 학술적 합의는 주로 이 시가 기원전 8세기 후반에 쓰여졌다고 보지만, 일부는 7세기를 선호한다. 어쨌든 《일리아스》의 연대 측정을 위한 종료 시점은 기원전 630년으로, 이는 예술과 문학에서의 반영을 통해 입증된다.
헤로도토스는 도도나 신탁에 문의한 후 호메로스와 헤시오도스를 자신보다 약 400년 전의 인물로 보았는데, 이는 그들을  기원전 850년c.경에 배치하는 것이다.
이 시의 역사적 배경은 기원전 12세기 초 후기 청동기 시대의 붕괴 시기이다. 따라서 호메로스는 그의 주제와 약 400년의 간격을 두고 있으며, 이 시기는 그리스 암흑기로 알려져 있다. 이 시의 어떤 부분이 미케네 시대의 진정한 전통을 보존하고 있는지에 대한 강렬한 학술적 논쟁이 있었다. 특히 선박 목록은 그 지리가 호메로스 시대인 철기 시대의 그리스를 묘사하는 것이 아니라 도리스인의 침입 이전의 그리스를 묘사한다는 놀라운 특징을 가지고 있다.
제목 그리스어: Ἰλιάς(일리아스; 속격 그리스어: Ἰλιάδος, 일리아도스)는 "그리스어: ἡ ποίησις Ἰλιάς, he poíesis Iliás", 즉 "일리아(트로이) 시"를 의미하는 생략법이다. 그리스어: Ἰλιάς(일리온/트로이의)는 그리스어: Ἴλιον(일리온/트로이)의 특정 여성형 형용사 형태이다. 남성형 형용사 형태는 그리스어: Ἰλιακός 또는 그리스어: Ἴλιος이다. 이는 헤로도토스에 의해 사용되었다.
서기 10세기에 필사된 베네투스 A는 《일리아스》의 가장 오래된 완전한 현존 필사본이다. 여기에는 《일리아스》 본문뿐만 아니라 주석, 해설, 그리고 "A 주석"이 포함되어 있다. 베네투스 A는 알렉산드리아 도서관의 비잔티움의 아리스토파네스의 작품일 수도 있다. 이것이 호메로스의 《일리아스》의 가장 오래된 현존 필사본이다. 이는 《일리아스》의 최고본으로 간주된다. (베네치아의 마르치아나 도서관, 현재는 822번 코덱스 마르키아누스 그라에쿠스 454).
《일리아스》의 초판(editio princeps)은 드미트리오스 찰콘딜레스가 편집하고 베르나르두스 네르리우스와 드미트리오스 다밀라스가 1489년 피렌체에서 출판했다.

### 구전 전통으로서
고대에 그리스인들은 《일리아스》와 《오디세이아》를 교육학의 기초로 활용했다. 문학은 떠돌이 랍소드의 교육-문화적 기능의 중심에 있었는데, 그들은 기억과 즉흥 연주로 일관된 서사시를 작곡하고, 여행 중이거나 아테나의 생일을 축하하는 체육, 음악, 시, 제사의 범아테나이아 축제에서 노래와 낭송을 통해 이를 전파했다.
원래 고전 학자들은 《일리아스》와 《오디세이아》를 문학적 시로, 호메로스를 작가로 취급했지만, 1920년대에 밀먼 패리(1902–1935)는 이와 다른 주장을 펼치는 운동을 시작했다. 그의 구전 호메로스 스타일("고정된 수식어"와 "반복"(단어, 구절, 연))에 대한 연구는 이러한 정형화된 표현들이 구전 전통의 산물이며 6각운 행에 쉽게 적용될 수 있음을 입증했다. 두 단어짜리 고정된 수식어(예: "재치 있는 오디세우스")의 반복은 반행을 채워 인물 이름을 보완함으로써 시인이 자신의 의미를 완성하기 위해 "원래" 정형화된 텍스트의 반행을 작곡할 수 있도록 해준다. 유고슬라비아에서 패리와 그의 조수 앨버트 로드(1912–1991)는 세르비아어 구전 시의 구전-정형화된 구성을 연구하여 패리/로드 테제를 확립했는데, 이는 구전 연구를 확립했으며, 나중에 에릭 해블록, 마셜 매클루언, 월터 옹, 그레고리 나지가 발전시켰다.
이야기하는 자의 노래 (1960)에서 로드는 《일리아스》의 아카이아인 파트로클로스의 비극과 수메르의 《길가메시 서사시》에 나오는 엔키두의 비극 사이의 유사성을 제시하며, "주제적 패턴의 반복에 대한 세심한 분석"을 통해 파트로클로스 이야기가 호메로스의 확립된 "분노, 신부 납치, 구출"의 구성 공식을 깨뜨린다는 주장을 반박한다고 말한다. 따라서 정형화된 구문의 반복은 운율에 맞는 이야기를 구성하는 그의 독창성을 제한하지 않는다. 마찬가지로 제임스 암스트롱(1958)은 시의 공식들이 더 풍부한 의미를 제공한다고 보고하는데, 이는 아킬레우스, 아가멤논, 파리스, 파트로클로스를 묘사하는 "무장 모티프"의 언어가 "인상적인 순간의 중요성을 높이는" 역할을 하기 때문이다. 따라서 "[반복]은 매끄러운 분위기를 조성"하며, 호메로스는 파트로클로스를 아킬레우스와 구별하고 긍정적이고 부정적인 문구의 전환을 통해 전자의 죽음을 예고한다.
《일리아스》에서 때때로 나타나는 통사적 불일치는 구전 전통의 효과일 수 있다. 예를 들어, 아프로디테는 디오메데스에게 고통스럽게 부상당했음에도 불구하고 "웃음을 좋아하는" 모습으로 묘사되며(5권, 375행), 신성한 묘사는 미케네 문명과 그리스 암흑기( 기원전 1150년–800년c.)의 신화를 혼합할 수 있으며, 유전적인 그리스어: basileis 귀족들(하급 지배자들)을 스카만데르 등과 같은 하급 신들과 병치시킨다.

## 전쟁 묘사

### 보병 전투 묘사
미케네와 트로이가 해양 강국임에도 불구하고, 《일리아스》에는 해전이 등장하지 않는다. (헬레네를 트로이로 운반한 배의) 트로이 선박 건축가 페레클루스는 대신 보병으로 싸운다. 영웅과 병사들의 전투복과 갑옷은 자세히 묘사되어 있다. 그들은 전차를 타고 전투에 나서 적 대형에 투창을 날린 다음 하차하여—더 많은 투창, 투석을 하고, 필요하다면 검과 어깨에 메는 그리스어: aspis(방패)를 사용하여 백병전을 벌인다. 텔라몬의 아들 대 아이아스는 크고 직사각형의 방패(그리스어: σάκος)를 사용하여 자신과 그의 형제 테우크로스를 보호한다:
아홉째는 테우크로스가 휘어진 활을 켜고 나섰다.

그는 텔라몬의 아들 아이아스의 방패 아래 섰다.

아이아스가 조심스럽게 방패를 옆으로 치우자,

테우크로스는 재빨리 밖을 내다보고 화살을 쏘아,

군중 속의 누군가를 맞혀, 그 병사를

그 자리에서 쓰러뜨리고 목숨을 끊었다 – 그리고는 몸을 숙여,

아이아스 옆에 웅크렸다, 마치 어머니 옆의 아이처럼.

그러면 아이아스는 빛나는 방패로 그를 감춰주었다.— Homer, Iliad 8.267–272, Ian Johnston 번역.

아이아스의 번거로운 방패는 공격보다는 방어에 더 적합한 반면, 그의 사촌 아킬레우스는 크고 둥근 팔각형 방패를 가지고 있으며, 그는 그것을 그의 창과 함께 트로이인들을 상대로 성공적으로 사용한다:
어떤 사람이 높은 집을 위해 벽을 쌓듯이,

잘 맞춘 돌을 사용하여 강한 바람을 막듯이,

그들의 투구와 볼록한 방패들이 그렇게 가깝게 줄을 지었다.

방패는 방패에, 투구는 투구에,

사람은 사람에게. 투구의 빛나는 능선 위에서는

말총 장식 깃털이 전사들이 머리를 움직일 때 닿았다.

그들은 그렇게 서로에게 가까이 있었다.— Homer, Iliad 16.213–217 (Ian Johnston 번역).

보병 전투를 묘사하면서 호메로스는 팔랑크스 진형을 언급하지만, 대부분의 학자들은 역사적 트로이 전쟁이 그렇게 치러지지 않았다고 믿는다. 청동기 시대에는 전차가 주요 전투 수송 무기였다 (예: 카데시 전투 참고). 덴드라 갑옷과 필로스 궁전 그림에서 얻을 수 있는 증거는 미케네인들이 두 명의 전차병으로 이루어진 전차를 사용했으며, 한 명은 긴 창으로 무장한 주 전차병이었고, 세 명의 히타이트 전차병이 짧은 창으로 무장한 전차나 화살로 무장한 이집트 및 아시리아의 두 명의 전차병과는 달랐음을 나타낸다. 네스토르는 전차를 사용하여 그의 병사들을 선봉에 세웠다. 그는 그들에게 조언한다:
트로이인들과 교전하려는 열정으로,

누구도 다른 이들보다 앞서 돌격하지 마라.

자신의 힘과 승마 기술을 믿고서 말이다.

그리고 뒤처지지 마라. 그것은 우리의 돌격에 해가 될 것이다.

적의 전차와 마주친 자는

그 자리에서 창으로 그를 찌를 것이다.

그것이 가장 효과적인 전술이다.

오래 전부터 도시 요새를 파괴했던 방식이다 –

그러한 전술과 정신으로 가득 찬 그들의 가슴.— Homer, Iliad 4.301–309 (Ian Johnston 번역).

호메로스의 묘사가 생생함에도 불구하고, 전쟁에서의 승리는 훨씬 더 엄숙한 상황이며, 모든 손실이 명확해지는 순간이라는 것을 마지막에 알 수 있다. 반면에 장례 경기는 활기차며, 죽은 자의 삶이 기념된다. 이러한 전반적인 전쟁 묘사는 전쟁이 더 큰 영광을 위한 열망으로 묘사되는 다른 고대 그리스 묘사들과는 대조된다.

### 갑옷, 무기, 전투 방식의 현대적 재구성
호메로스가 묘사한 무기, 갑옷, 문양에 대한 현대적(고고학적, 역사적, 호메로스적으로 정확한) 재구성은 거의 존재하지 않는다. 살림베티 등이 일부 역사적 재구성을 수행했다.

### 고전 그리스 전쟁에 미친 영향
호메로스 시(특히 《일리아스》)가 고대 그리스인들에게 반드시 숭배받는 경전은 아니었지만, 분명히 어떤 교육받은 그리스 시민에게도 지적 이해에 중요한 지침으로 여겨졌다. 이는 기원전 5세기 후반에 "《일리아스》와 《오디세이아》를 암송할 수 있는 것이 지위 있는 사람의 표식이었다"는 사실에서 입증된다.:36 또한, 《일리아스》에 나타난 전쟁과 그 묘사가 전반적인 그리스 전쟁에 깊고 매우 추적 가능한 영향을 미쳤다고 주장할 수 있다. 특히 서사 문학의 영향은 세 가지 범주로 나눌 수 있다: 전술, 이념, 그리고 지휘관의 마인드셋. 이러한 영향을 파악하기 위해서는 각 범주에서 몇 가지 사례를 살펴보는 것이 필요하다.
《일리아스》에 묘사된 상세한 전투의 대부분은 영웅들이 질서정연하게 일대일 방식으로 수행한다. 《오디세이아》와 마찬가지로, 이러한 각 충돌에서 준수해야 할 정해진 의식이 있다. 예를 들어, 주요 영웅이 상대편의 하급 영웅을 만나는 경우, 하급 영웅이 소개되고, 위협이 교환된 다음, 하급 영웅이 죽임을 당한다. 승자는 종종 죽은 시신에서 갑옷과 군사 장비를 벗겨낸다.:22–23 다음은 《일리아스》에서 이러한 의식과 일대일 전투의 유형에 대한 예이다:
그곳에서 텔라몬의 아들 아이아스가 안테미온의 아들

시모에시오스를 쓰러뜨렸다. 그의 어린 시절의 아름다움 속에서, 그의 어머니가

이다 산에서 내려와 시모에이스 강변에서 그를 낳았을 때,

그녀는 아버지와 어머니를 따라 양 떼를 돌보고 있었다.

그래서 그들은 그를 시모에시오스라 불렀다. 그러나 그는

사랑하는 부모님의 보살핌을 다시 되돌려 드릴 수 없었다. 그는 단명했으며,

용감한 아이아스의 창 아래 쓰러졌다.

그는 그가 처음 나섰을 때 오른쪽 가슴 유두 부위를 찔렀고,

청동 창촉은 어깨를 완전히 꿰뚫었다.— Homer, Iliad 4.473–483 (Lattimore 1951).

《일리아스》의 서사적 전투와 후기 그리스 전쟁 사이의 연관성을 조화시키는 가장 중요한 질문은 호메로스의 《일리아스》 이후 그리스 역사에서 나타난 팔랑크스 또는 중장 보병 전투와 관련이 있다. 《일리아스》 전반에 걸쳐 팔랑크스와 유사한 형태로 배열된 병사들에 대한 논의가 있지만, 위에서 언급했듯이 영웅적 전투에 대한 시의 초점은 팔랑크스의 전술과 모순되는 것처럼 보인다. 그러나 팔랑크스에도 영웅적인 측면이 있었다. 서사시의 남성적인 일대일 전투는 팔랑크스 전투에서 대형 내에서 자신의 위치를 지키는 데 중점을 둠으로써 나타난다. 이는 《일리아스》에서 발견되는 단일 영웅적 경쟁을 대체한다.:51
한 예로 스파르타의 300명의 정예병이 300명의 정예 아르고스인과 싸운 이야기가 있다. 이 용사들의 전투에서 아르고스인들은 두 명이, 스파르타인들은 한 명이 남는다. 오트리아데스라는 마지막 스파르타인은 치명적인 부상을 입고 자신의 대형으로 돌아가 서 있지만, 남은 두 아르고스인들은 아르고스로 돌아가 자신들의 승리를 보고한다. 따라서 스파르타인들은 마지막 남은 병사가 팔랑크스에서 자신의 위치를 유지함으로써 궁극적인 용맹을 보여주었기 때문에 이를 승리로 주장했다.
후기 그리스 역사에서 지휘관의 이념 측면에서 《일리아스》는 흥미로운 영향을 미친다. 《일리아스》는 전술적 속임수에 대한 명확한 경멸을 표현하는데, 헥토르는 위대한 아이아스에게 도전하기 전에 이렇게 말한다:
나는 날아다니는 말들의 싸움 속으로 돌격하는 법을 안다. 나는 전쟁 신의

잔혹한 바닥에서 걸음을 밟는 법을 안다. 하지만 네가 아무리 위대하더라도

나는 기회를 엿보아 은밀히 너를 공격하지 않을 것이다.

나는 공개적으로 그렇게 할 것이다. 혹시 내가 너를 맞출 수도 있다면.— Homer, Iliad 7.237–243 (Lattimore 1951).

그러나 이러한 전술적 속임수에 대한 경멸의 예시에도 불구하고, 《일리아스》뿐만 아니라 후기 그리스 전쟁에서도 지휘관들의 전술적 천재성을 지지한다는 증거가 있다. 예를 들어, 《일리아스》에는 아가멤논이나 네스토르와 같은 지휘관들이 이점을 얻기 위해 병사들을 배치하는 방법에 대해 논의하는 여러 구절이 있다. 실제로 트로이 전쟁은 트로이 목마라는 아카이아인의 악명 높은 간계로 승리한다. 이는 호메로스가 《오디세이아》에서도 언급한다. 이 경우 《일리아스》의 아카이아인과 트로이인들의 간계적인 전술과 후기 그리스인들의 전술 사이의 연관성은 어렵지 않게 찾을 수 있다. 종종 그리스 군사력의 정점으로 여겨지는 스파르타 지휘관들은 전술적 속임수로 유명했으며, 그들에게 이는 지휘관에게 바람직한 특징이었다. 실제로 이러한 유형의 리더십은 그리스 전술 작가들의 표준적인 조언이었다.:240
궁극적으로 호메로스적(또는 서사적) 전투가 후기 그리스 전쟁에서 완전히 재현되지는 않았지만, 그 이상, 전술, 지시의 많은 부분이 재현되었다.
한스 반 위스는 서사시에 묘사된 전쟁이 기원전 7세기 전반기에 상당히 구체적으로 특정될 수 있다고 주장한다.

## 예술과 문화에 미친 영향
《일리아스》는 이미 고전기 그리스 시대에 매우 중요한 표준 작품이었으며, 헬레니즘 문명 및 동로마 제국 시대 내내 그러했다. 트로이 전쟁의 주제는 고대 그리스 극작가들 사이에서 특히 인기가 많았다. 아이스킬로스의 삼부작 《오레스테이아》(《아가멤논》, 《제주를 바치는 여인들》, 《자비로운 여신들》)는 전쟁에서 돌아온 아가멤논의 이야기를 다룬다. 호메로스는 르네상스 시대 그리스 고대에 대한 관심이 다시 부상하면서 유럽 문화에 큰 영향을 미치게 되었고, 서양 정전의 첫 번째이자 가장 영향력 있는 작품으로 남아 있다. 완전한 형태의 텍스트는 15세기부터 주로 라틴어 및 토착어로 번역되어 이탈리아와 서유럽으로 돌아왔다.
그러나 이러한 재도입 이전에, 시의 단축된 라틴어 버전인 이리아스 라티나는 기본 학교 교재로 매우 널리 연구되고 읽혔다. 로마 원로원 의원인 푸블리우스 바에비우스 이탈리쿠스는 기원후 60–70년대에 《일리아스》를 번역한 것으로 알려져 있다. 이 작품은 호메루스 라티누스로 알려져 있으며, 이전에는 핀다루스 테바에우스의 작품으로 귀속되었다. 서구에서는 호메로스를 신뢰할 수 없다고 보는 경향이 있었는데, 이는 그들이 트로이 전쟁에 직접 참전했다고 여겨지는 다레스 프리기누스와 딕티스 크레텐시스가 쓴 훨씬 더 현실적이고 생생한 목격자 증언을 가지고 있다고 믿었기 때문이다. 이 고대 후기의 위조된 기록들은 여러 매우 인기 있는 중세 기사 문학의 기초가 되었는데, 특히 베누아 드 생트모르와 기도 델레 콜론의 작품들이 그러하다.
이것들은 다시 다양한 유럽 언어로 많은 다른 작품들을 낳았는데, 그 중에는 최초로 인쇄된 영어 책인 1473년의 《트로이 이야기 선집》도 있다. 중세에 읽힌 다른 기록들은 트로이 멸망과 같은 고대 라틴어 재해석본과 아이슬란드 트로이 사가와 같은 토착어 작품들이었다. 호메로스가 없었음에도 불구하고 트로이 전쟁 이야기는 서유럽 중세 문학 문화와 그 정체성 의식의 중심에 남아 있었다. 대부분의 국가와 여러 왕실은 그들의 기원을 트로이 전쟁의 영웅들에게서 찾았는데, 예를 들어 트로이의 브루투스가 잉글랜드를 정착시켰다고 전해진다.
윌리엄 셰익스피어는 《일리아스》의 줄거리를 그의 희곡 《트로일러스와 크리세이드》의 자료로 사용했지만, 트로이 왕 프리아모스의 아들 트로일로스와 트로이 예언자 칼카스의 딸 크리세이스의 사랑 이야기를 다룬 중세 전설에 초점을 맞췄다. 이 희곡은 종종 희극으로 간주되며, 트로이 전쟁 사건에 대한 전통적인 견해를 뒤집어 아킬레우스를 겁쟁이로, 아이아스를 둔하고 생각 없는 용병 등으로 묘사한다.
윌리엄 시드 디 엘더는 헤파이스토스가 벼려 만든 아킬레우스의 새로운 갑옷을 그에게 가져다주는 테티스의 청동상을 만들었다. 이 동상은 2013년부터 메트로폴리탄 미술관에 전시되어 있다.
로버트 브라우닝의 시 "발전(Development)"은 그가 어린 시절 《일리아스》를 접하게 된 경험과 그 서사시에 대한 기쁨, 그리고 그 저작권에 대한 당시의 논쟁을 다룬다.
《일리아스》를 아랍어로 최초로 번역한 19세기 시인 술레이만 알부스타니에 따르면, 이 서사시는 중세 초기에 시리아어와 팔라비어 번역본으로 널리 유통되었을 수 있다고 한다. 알부스타니는 에데사의 테오필루스가 시리아어 번역본을 만들었다고 보는데, 이 번역본은 (그리스어 원본과 함께) 아바스 칼리파국의 전성기에 바그다드의 학자들에게 널리 읽히거나 들렸지만, 이 학자들은 제국의 공식 언어인 아랍어로 번역하는 노력을 하지 않았다고 한다. 알부스타니의 완역본이 1904년에 출판되면서 《일리아스》는 외국어에서 아랍어로 번역된 최초의 완벽한 서사시가 되었다.

### 20세기 예술
- 레샤 우크라인카는 1901년부터 1907년까지 《일리아스》를 바탕으로 희곡 "카산드라"를 썼다. 이 작품은 예언자 카산드라의 이야기를 묘사한다.
- 1911년 이탈리아의 무성 영화 "트로이의 함락"은 조반니 파스트로네가 감독한 것으로, 호메로스 서사시를 각색한 최초의 영화로 알려져 있다.
- "참호 속의 아킬레스"는 제1차 세계 대전의 가장 잘 알려진 전쟁 시 중 하나로, 패트릭 쇼스튜어트가 갈리폴리 전역에 참전하기를 기다리며 쓴 작품이다.
- 시몬 베유는 제2차 세계 대전이 시작된 직후인 1939년에 에세이 "일리아스, 혹은 힘의 시"를 썼다. 이 에세이는 《일리아스》가 전쟁에서 극단적으로 행사되는 힘이 희생자와 가해자 모두를 노예와 생각 없는 자동인형의 수준으로 떨어뜨리는 방식을 보여준다고 묘사한다.[65]
- 존 트레빌 라투슈가 대본을 쓰고 제롬 모로스가 작곡한 1954년 브로드웨이 뮤지컬 《황금 사과》는 《일리아스》와 《오디세이아》를 자유롭게 각색하여, 미국 워싱턴주를 배경으로 미국-스페인 전쟁 이후를 배경으로, 1막은 《일리아스》에서 영감을 받은 사건들을, 2막은 《오디세이아》에서 영감을 받은 사건들을 다룬다.
- 크리스토퍼 로그의 시 《전쟁 음악》은 《일리아스》의 "묘사"이며 번역이 아닌 작품으로, 1959년 라디오 위촉으로 시작되었다. 그는 2011년 사망할 때까지 이 작업을 계속했다. 톰 홀랜드는 이 작품을 "전후 문학의 가장 놀라운 작품 중 하나"라고 묘사했으며, 케이트 템페스트와 앨리스 오즈월드에게 영향을 미쳤다. 오즈월드는 이 작품이 "잊혀진 극적인 에너지를 세상에 방출한다"고 말한다.[66]
- 마이클 티펫 경의 오페라 《프리아모스 왕》(1962년 초연)은 《일리아스》를 느슨하게 기반으로 한다.
- 크리스타 볼프의 소설 《카산드라》(1983)는 《일리아스》에 대한 비판적 참여이다. 볼프의 내레이터는 스파르타에서 클리템네스트라에게 살해되기 직전의 생각을 들려주는 카산드라이다. 볼프의 내레이터는 전쟁, 그리고 일반적으로 전쟁에 대한 페미니스트적 시각을 제시한다. 카산드라의 이야기는 볼프가 1982년 프랑크푸르트 시학 강의에서 발표한 네 편의 에세이와 함께 수록되어 있다. 이 에세이들은 작가이자 이 표준적인 이야기의 재창작자로서 볼프의 관심사를 제시하고, 볼프 자신의 독서와 그리스 여행을 통해 소설이 어떻게 탄생했는지 보여준다.
- 데이비드 멜닉의 《메인 인 아이다》(cf. 그리스어: μῆνιν ἄειδε) (1983)는 1권의 음차 번역으로, 원문의 의미는 보존하지 않고 소리만 보존하여 익살스러운 목욕탕 시나리오로 재해석한 포스트모던 문학 작품이다.
- 매리언 짐머 브래들리의 1987년 소설 《파이어브랜드》는 트로이의 공주이자 아폴론의 저주를 받은 예언자 카산드라의 시점에서 이야기를 재구성한다.

### 현대 대중문화
- 에릭 섀노워의 이미지 코믹스 시리즈 《청동 시대》는 1998년에 시작되었으며, 트로이 전쟁 전설을 재구성한다.[67]
- 댄 시먼스의 서사 공상 과학 각색/헌정작 《일리움》은 2003년에 발매되어 2003년 최고의 공상 과학 소설로 로커스상을 수상했다.[68]
- 《트로이》(2004)는 《일리아스》를 느슨하게 각색한 영화로, 평가는 엇갈렸지만 상업적으로는 성공했다. 특히 해외 판매에서 큰 성공을 거두었으며, 미국에서 1억 3,300만 달러, 전 세계적으로 4억 9,700만 달러를 벌어들여 역대 흥행 영화 188위에 올랐다.[69]
- 테렌스 호킨스의 《아킬레우스의 분노》(2009)는 《일리아스》를 현대적이고 때로는 충격적인 언어로 소설화한 작품이다. 줄리언 제인스의 양원 정신 이론과 트로이 전쟁의 역사성을 바탕으로, 이 책은 신들이 환각이나 명령하는 목소리로만 나타나는 실제 인간 캐릭터들을 묘사하며, 진정으로 현대적인 의식으로 갑작스럽고 고통스러운 전환을 다룬다.
- 앨리스 오즈월드의 여섯 번째 시집 《메모리얼》(2011년)[70]은 《일리아스》의 이야기 시 형식을 바탕으로 하지만, 그 시에 언급된 개별적으로 이름이 언급된 인물들의 죽음에 초점을 맞추어 기념한다.[71][72][73] 2011년 10월, 《메모리얼》은 T. S. 엘리엇 상의 최종 후보에 올랐지만,[74] 2011년 12월 오즈월드는 상 후원사의 윤리성에 대한 우려를 이유로 최종 후보에서 책을 철회했다.[75][76]
- 매들린 밀러의 2011년 데뷔 소설 《아킬레스의 노래》[77]는 아킬레우스와 파트로클로스의 어린 시절, 연인, 병사로서의 삶을 다룬다. 2012년 여성 소설상을 수상한 이 소설은 《일리아스》뿐만 아니라 스타티우스, 오비디우스, 베르길리우스와 같은 다른 고전 작가들의 작품에도 기반을 둔다.[78]
- 고전학자이자 역사가 에밀리 하우저가 2016년에 쓴 《가장 아름다운 이를 위하여》[79]는 크리세이스와 브리세이스의 삶을 그들 자신의 말로 서술한다.
- 나탈리 헤인즈의 2019년 소설 《천 척의 배》[80]는 트로이 함락의 결과를 관련된 여성들의 시선과 말로 서술한다. 이 작품은 2020년 여성 소설상 최종 후보에 올랐다.[81][82]
- 고전 신화에 대한 그의 지속적인 문학적 관심의 일환으로 스티븐 프라이는 2020년에 《트로이》를 출판했다.[83] 이 책은 그리스 신화를 더 쉽게 읽을 수 있는 방법으로 인기를 얻었다.[84]
- 팻 바커는 2018년과 2021년에 각각 《소녀들의 침묵》[85]과 《트로이의 여인들》[86]을 출판했다. 《일리아스》에서 침묵했던 여성들의 목소리를 재구성한 이 두 책은 비평가들의 찬사를 받았으며, 《소녀들의 침묵》은 "가디언 선정 21세기 최고의 책" 중 하나로 선정되었다.[87]

### 과학
- 정신과 의사 조너선 셰이는 《베트남의 아킬레스: 전투 트라우마와 성격 파괴》(1994년)[88]와 《미국의 오디세우스: 전투 트라우마와 귀향의 시련》(2002년)[89]이라는 두 권의 책을 썼는데, 이 책들은 《일리아스》와 《오디세이아》를 전투 참전 용사 환자들의 재활 역사에서 나타나는 외상 후 스트레스 장애 및 도덕적 손상과 연결시킨다.
- 심리학자이자 신경과학자인 미카엘 니콜레테아스(Michael Nikoletseas)는 정신분석학과 문화 인류학(애니미즘, 토테미즘)의 개념을 사용하여 《일리아스》를 분석했다.[90]

## 번역

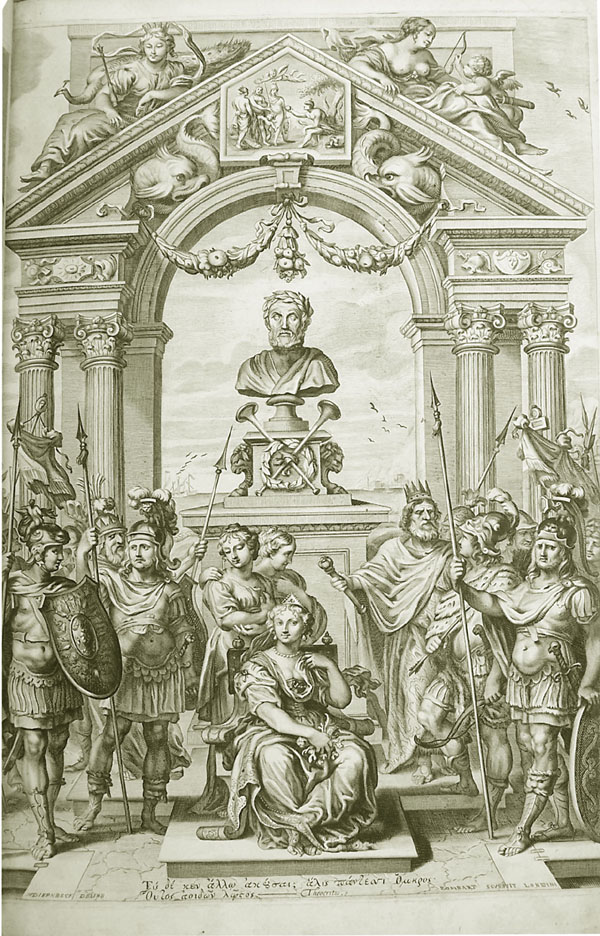
벤체슬라스 홀러가 1660년 존 오길비가 번역한 《일리아스》 판본의 표지를 새긴 것

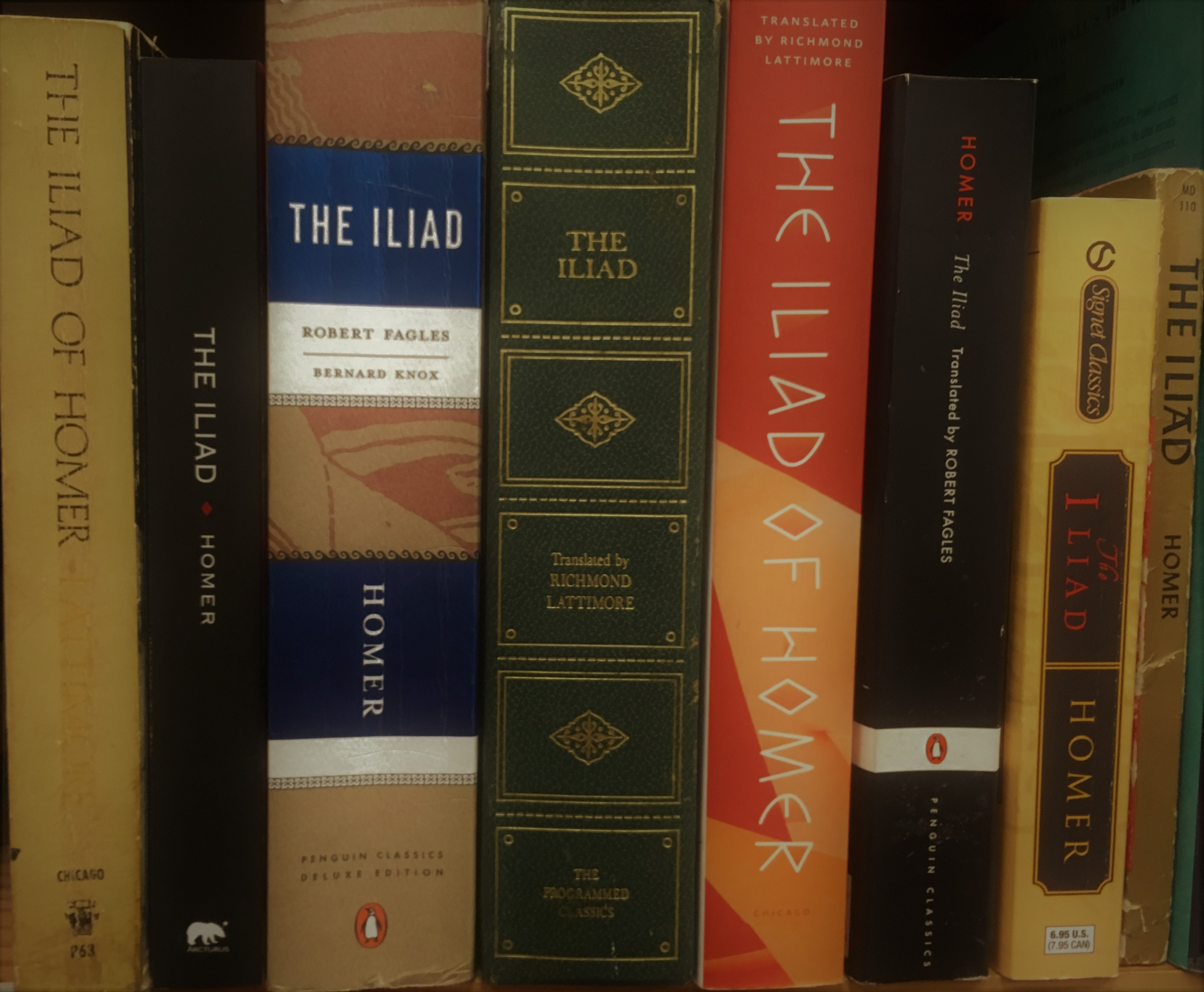
《일리아스》의 여러 영어 번역본과 판본 샘플

조지 채프먼은 1598년에 그의 《일리아스》 번역본을 연재하기 시작했고, "14음보"(fourteeners)라는 긴 행의 발라드 운율로 출판했는데, 이는 "호메로스의 모든 수사법과 많은 새로운 수사법, 그리고 괄호 안의 설명까지 담을 공간이 있다. 가장 잘 된 부분은 《일리아스》 9권에서 아킬레우스가 사절단을 거부하는 장면과 같이 훌륭한 수사적 힘을 가지고 있다.":351 이 번역본은 곧 영어 시의 고전으로 자리 잡았다. 알렉산더 포프는 자신의 번역본 서문에서 채프먼의 번역본의 "대담하고 불 같은 정신"을 칭찬하며, 이는 "마치 호메로스 자신이 분별 있는 나이가 되기 전에 썼을 법한 것과 같다"고 언급했다.
존 키츠는 소네트 "채프먼의 호메로스를 처음 보았을 때"(1816)에서 채프먼을 칭찬했다. 존 오길비의 17세기 중반 번역본은 초기 주석판 중 하나이며, 알렉산더 포프의 1715년 영웅 이행운 번역본은 "모든 이전 버전을 바탕으로 구축된 고전 번역본"이며:352 채프먼의 번역본과 마찬가지로 그 자체로 중요한 시적 작품이다. 윌리엄 쿠퍼의 밀턴풍 무운시 1791년 판본은 채프먼이나 포프 버전보다 그리스어에 대한 충실도가 높아 높이 평가된다. 쿠퍼는 그의 번역본 서문에서 "나는 아무것도 생략하지 않았고, 아무것도 창작하지 않았다"고 말한다.
《호메로스 번역에 대하여》(1861) 강연에서 매슈 아널드는 《일리아스》를 영어로 번역하고 해석하는 문제를 다루며, 1861년에 당시에 이용 가능한 번역본들을 언급하며 번역가가 충실해야 할 호메로스의 네 가지 본질적인 시적 특징을 식별한다:

[i] 그는 탁월하게 빠르다; [ii] 그는 생각의 전개와 표현 모두에서, 즉 구문과 단어 모두에서 탁월하게 간결하고 직접적이다; [iii] 그는 생각의 내용, 즉 주제와 아이디어 모두에서 탁월하게 간결하고 직접적이다; 그리고 마지막으로, [iv] 그는 탁월하게 고상하다.

아널드는 이전 번역가들이 사용한 운율에 대한 논의 후, 원본과 같은 6각운 시적 방언으로 《일리아스》를 번역할 것을 주장한다. "이 운율은 힘들었지만, 《일리아스》 또는 《오디세이아》 전체를 6각운으로 번역하려는 시도가 최소한 여섯 번 있었고, 마지막은 1945년이었다. 그 중 가장 유창한 번역은 아널드에 대한 응답으로 J. 헨리 다트 [1862]의 번역이었다.":354 1870년, 미국 시인 윌리엄 컬렌 브라이언트는 밴 윅스 브룩스가 "간결하고 충실하다"고 묘사한 무운시 번역본을 출판했다.
새뮤얼 버틀러의 1898년 번역본은 롱맨스 출판사에서 출간되었다. 버틀러는 1859년 졸업한 케임브리지 대학교에서 고전을 전공했다.
1950년 이래로 여러 영어 번역본이 출간되었다: 리치먼드 래티모어의 번역본(1951)은 종종 비관용적이고 고풍스러운 영어로 된 "자유로운 6박자" 행별 번역이다. 로버트 피츠제럴드의 번역본(옥스포드 세계 고전, 1974)은 더 짧고 주로 이암보스적인 행과 초기 영어 시에 대한 수많은 암시를 사용한다.
로버트 패글스(펭귄 클래식, 1990)와 스탠리 롬바르도(1997)는 래티모어보다 더 과감하게 호메로스의 전통적이고 정형적인 언어를 전달하기 위해 현대 미국식 영어 관용구를 추가했다. 로드니 메릴의 번역본(미시간 대학교 출판부, 2007)은 원문의 6각운과 같이 영어 운문으로 작품을 표현한다.
피터 그린은 2015년에 《일리아스》를 번역했으며, 이 번역본은 캘리포니아 대학교 출판부에서 출판되었다.
캐롤라인 알렉산더는 2015년에 여성으로는 최초로 《일리아스》의 완역본을 출판했다.
에밀리 윌슨의 2023년 번역본은 운율이 없는 이암보스 5보격을 사용한다.

## 필사본
호메로스의 필사본은 2000개 이상이다. 가장 주목할 만한 필사본으로는 다음이 있다.틀:According to whom
- 로마 국립 도서관 그리스어 6 + 마드리드 국립 도서관 4626 (870년~890년)
- 베네투스 A = 베네투스 마르크, 822 (10세기)
- 베네투스 B = 베네투스 마르크, 821 (11세기)
- 암브로시아 일리아스
- 오시린쿠스 파피루스 20
- 오시린쿠스 파피루스 21
- 니트리엔시스 코덱스 (팔림프세스트)

## 같이 보기
- 아가멤논 마스크
- 하인리히 슐리만

### 내용주
1. ↑  Frobish (2003, 24쪽)는 전쟁이 "그의 자만심과 미숙함으로 시작되었지만, 전장에서 그의 기술과 용기로 마무리되었다"고 썼다.[32]

### 참조주
1. ↑  "Iliad". 랜덤 하우스 웹스터 무삭제판 사전.
2. ↑  Fantuzzi, et al., The Greek Epic Cycle and Its Ancient Reception - A Companion, 2015.
3. 1 2 3 4  Homer, Iliad, Volume I, Books 1–12, translated by A. T. Murray, revised by William F. Wyatt, Loeb Classical Library 170, Cambridge, MA, 하버드 대학교 출판부, 1924.
4. 1 2 3 4 5  Homer, Iliad, Volume II - Books 13–24, translated by A. T. Murray, revised by William F. Wyatt, Loeb Classical Library 171, Cambridge, MA, 하버드 대학교 출판부, 1925.
5. ↑  Dunn 2020.
6. ↑  Fowler 2004a, 220–232쪽.
7. ↑  Plato, Ion, translated by Harold North Fowler, W. R. M. Lamb, 로브 고전 도서관, 164, Cambridge, MA, 하버드 대학교 출판부, 1925.
8. ↑  Ready & Tsagalis 2018.
9. ↑  Hammond 1987, i–xxxiv쪽.
10. ↑  Bell, Robert H.; "Homer's humor - laughter in the Iliad", hand 1 (2007), 596.
11. 1 2  Kearns, E. (2004), "The Gods in the Homeric epics", in R. Fowler (ed.), The Cambridge Companion to Homer, Cambridge, 케임브리지 대학교 출판부 (Cambridge Companions to Literature), pp. 59–73.
12. ↑  Fowler 2004b, 115–168쪽.
13. ↑  Homer. 《The Iliad》. 번역 Wilson, Emily. W. W. Norton & Company. 115쪽.
14. ↑  Lawson, John Cuthbert (1910). 《Modern Greek folklore and ancient Greek religion - a study in survivals》. 케임브리지 대학교 출판부. 2–3쪽.
15. ↑  Adkins, A. W. H.; Pollard, John Richard Thornhill (2020년 3월 2일). 〈Greek religion〉. 《브리태니커 백과사전》.
16. 1 2  Mikalson, Jon (1991). 《Honor Thy Gods - Popular Religion in Greek Tragedy》. 노스캐롤라이나 대학교 출판부.
17. ↑  Homer's Iliad, Classical Technology Center.
18. 1 2 3  Kullmann, Wolfgang (1985). 《Gods and Men in the Iliad and the Odyssey》. 《하버드 고전 문헌 연구》 89. 1–23쪽. doi:10.2307/311265. JSTOR 311265.
19. ↑  Homer (1998). 《The Iliad》. 번역 Fagles, Robert; Knox, Bernard. 펭귄 북스. 589쪽.
20. 1 2  Lefkowitz, Mary (2003), Greek Gods, Human Lives: What We Can Learn From Myths, New Haven, Connecticut, 예일 대학교 출판부.
21. ↑  올리버 태플린 (2003), "Bring Back the Gods", 뉴욕 타임스, (12월 14일).
22. 1 2  Jaynes, Julian (1976), The Origin of Consciousness in the Breakdown of the Bicameral Mind, p. 221
23. ↑  Fate as presented in Homer's "The Iliad", 에브리싱2
24. ↑  Dunkle, Roger (1986), ILIAD, in The Classical Origins of Western Culture, The Core Studies 1 Study Guide, 브루클린 칼리지, archived from the original, 5 December 2007.
25. ↑  “그리스 문명에서 영웅의 개념”. Athome.harvard.edu. 2010년 4월 21일에 원본 문서에서 보존된 문서. 2010년 4월 18일에 확인함.
26. ↑  Dué, C., Lupack, S. and Lamberton, R. (2020), "Kleos", in C.O. Pache (ed.), The Cambridge Guide to Homer, Cambridge, 케임브리지 대학교 출판부, pp. 167–168.
27. 1 2  Volk, Katharina, ΚΛΕΟΣ ΑΦΘΙΤΟΝ Revisited", Classical Philology, Vol. 97, No. 1 (January 2002), pp. 61–68.
28. ↑  틀:Iliad
29. ↑  Homer, The Iliad (Lattimore 1951).
30. ↑  II.46, V.724, XIII.22, XIV.238, XVIII.370
31. ↑  틀:Iliad, 틀:Iliad, 틀:Iliad, 틀:Iliad, 틀:Iliad, 틀:Iliad, 틀:Iliad
32. 1 2  Frobish, T. S. (2003). 《An Origin of a Theory - A Comparison of Ethos in the Homeric Iliad with That Found in Aristotle's Rhetoric》. 《Rhetoric》 22. 16–30쪽. doi:10.1207/S15327981RR2201_2. S2CID 44483572.
33. 1 2  Thompson, Diane P.; "Achilles' Wrath and the Plan of Zeus".
34. ↑  《The Iliad》. 번역 Rouse, W. H. D. 토마스 넬슨 & 선즈. 1938. 11쪽.
35. ↑  Homer, Iliad 1.13 (Lattimore 1951).
36. ↑  Homer, Iliad 1.122 (Lattimore 1951).
37. ↑  Moore, C. H. (1921). 《Prophecy in the Ancient Epic》. 《하버드 고전 문헌 연구》 32. 99–175쪽. doi:10.2307/310716. JSTOR 310716.
38. 1 2  Nikoletseas, Michael M. The Iliad – Twenty Centuries of Translation: a Critical View, 2012, ISBN 978-1-4699-5210-9
39. ↑  Crielaard, Jan Paul (1995).  Crielaard, Jan Paul, 편집. 《Homer, History and Archaeology: Some Remarks on the Date of the Homeric World》. 《Homeric Questions: Essays in Philology, Ancient History and Archaeology》 (Amsterdam: J.C. Grieben). 201–288쪽  – Academia.edu 경유.
40. ↑  van Wees, Hans (2002). 《Homer and Early Greece》. 《콜비 분기》 38. 94–117쪽  – Digital Commons 경유.
41. ↑  West, M. L. (1999). 《The Invention of Homer》. 《고전 분기별 논문집》 49. 364–382쪽. doi:10.1093/cq/49.2.364. ISSN 0009-8388. JSTOR 639863.
42. ↑  Herodotus (de Sélincourt) 1975, 41쪽.
43. ↑  Ἰλιάς, Ἰλιακός, Ἴλιος. Liddell, Henry George; Scott, Robert; A Greek–English Lexicon at the Perseus Project
44. ↑  역사 2.116
45. ↑  Blackwell, Amy Hackney (2007); Robot Scans Ancient Manuscript in 3-D, Wired,
46. ↑  “Homerus, [Τὰ σωζόμενα]”. 《onassislibrary.gr》. 오나시스 재단 헬레니즘 도서관. 2017년 9월 3일에 확인함.
47. ↑  컬럼비아 백과사전 (5판), 1994, p. 173.
48. ↑  Porter, John; The Iliad as Oral Formulaic Poetry, (8 May 2006), 서스캐처원 대학교, retrieved 26 November 2007.
49. ↑  Lord, Albert (1960), The Singer of Tales, Cambridge, 하버드 대학교 출판부, pp. 190, 195.
50. 1 2  Armstrong, James I (1958), "The Arming Motif in the Iliad", 미국 고전 언어학 저널, 79(4):337–354.
51. ↑  Iliad, Book XVI, 130–154
52. ↑  Toohey, Peter (1992), Reading Epic - An Introduction to the Ancient Narrative, New Fetter Lane, London, 라우틀리지.
53. ↑  틀:Iliad–50
54. ↑  틀:Iliad–65
55. ↑  존 키건 (1993), 전쟁의 역사, p. 248.
56. ↑  틀:Iliad
57. ↑  Cahill, Tomas (2003), Sailing the Wine Dark Sea - Why the Greeks Matter.
58. ↑  “청동기 시대의 그리스 – 갑옷”.
59. 1 2 3 4 5  Lendon, J.E. (2005), Soldiers and Ghosts - A History of Battle in Classical Antiquity, New Haven, CT, 예일 대학교 출판부.
60. ↑  헤로도토스, 역사 1.82
61. ↑  Van Wees, Hans; Greek Warfare - Myth and Realities, p. 249.
62. ↑  Nennius. “Historia Brittonum”. 《sourcebooks.fordham.edu》. 포드햄 대학교 출판부. 2022년 7월 4일에 확인함.
63. ↑  “테티스가 아킬레우스를 위해 무기를 운반하다”. 메트로폴리탄 미술관. 2022년 7월 4일에 확인함.
64. ↑  Al-Boustani, Suleyman (2012). 《الإلياذة (Iliad)》. 힌다위. 26–27쪽. ISBN 978-977-719-184-5.
65. ↑  Bruce B. Lawrence and Aisha Karim (2008). 《On Violence - A Reader》. 듀크 대학교 출판부. 377쪽. ISBN 978-0-8223-3769-0.
66. ↑  Logue, Christopher (2015). 〈Introduction by Christopher Reid〉. 《War Music, an account of Homer's Iliad》. 파버 & 파버. ISBN 978-0-571-31449-2.
67. ↑  에릭 섀노워, A Thousand Ships (2001, ISBN 1-58240-200-0); —. Sacrifice (2004, ISBN 1-58240-360-0); —. Betrayal, Part One (2008, ISBN 978-1-58240-845-3)
68. ↑  Ilium|WWEnd, worldswithoutend.com, retrieved 2 February 2025
69. ↑  “역대 전 세계 박스오피스 총수익”. 《boxofficemojo.com》.
70. ↑  Oswald, Alice (2011). 《Memorial - An Excavation of the Iliad》. 파버 & 파버. ISBN 978-0-571-27416-1. 2012년 6월 6일에 원본 문서에서 보존된 문서.
71. ↑  Holland, Tom (2011년 10월 17일). “매들린 밀러의 아킬레스의 노래 / 앨리스 오즈월드의 메모리얼. 호메로스적인 모든 것의 급류를 타다”. 《뉴 스테이츠먼》 (London). 2021년 5월 23일에 원본 문서에서 보존된 문서. 2012년 6월 1일에 확인함.
72. ↑  Kellaway, Kate (2011년 10월 2일). “앨리스 오즈월드의 메모리얼 – 리뷰”. 《옵저버 (신문)》 (London). 2012년 6월 1일에 확인함.
73. ↑  Higgins, Charlotte (2011년 10월 28일). “매들린 밀러의 아킬레스의 노래, 그리고 그 이상 – 리뷰”. 《가디언》 (London). 2012년 6월 1일에 확인함.
74. ↑  Flood, Alison (2011년 10월 20일). “2011년 T. S. 엘리엇 상 최종 후보 발표”. 《가디언》 (London). 2012년 6월 1일에 확인함.
75. ↑  Waters, Florence (2011년 12월 6일). “시인, 후원사 항의로 T.S. 엘리엇 상에서 철회”. 《데일리 텔레그래프》 (London). 2022년 1월 10일에 원본 문서에서 보존된 문서. 2012년 2월 13일에 확인함.
76. ↑  Flood, Alison (2011년 12월 6일). “앨리스 오즈월드, 후원사 오럼에 항의하며 T.S. 엘리엇 상에서 철회”. 《가디언》 (London). 2012년 2월 13일에 확인함.
77. ↑  Miller, Madeline (2011). 《아킬레스의 노래》. 블룸즈버리. ISBN 978-1-4088-1603-5.
78. ↑  Ciabattari, Jane (2012년 3월 21일). “매들린 밀러, 아킬레스의 노래에 대해 논하다”. 《thedailybeast.com》. 2012년 6월 1일에 확인함.
79. ↑  Hauser, Emily (2016). 《For the Most Beautiful》. 펭귄 북스. ISBN 978-1-784-16065-4.
80. ↑  Haynes, Natalie (2019). 《천 척의 배》. 팬 맥밀런. ISBN 978-1-509-83621-5.
81. ↑  “나탈리 헤인즈 - 천 척의 배”. 《nataliehaynes.com》. 2025년 2월 1일에 확인함.
82. ↑  “2020년 여성 소설상 최종 후보 발표”. 《womensprize.com》. 2020년 3월 31일. 2025년 2월 1일에 확인함.
83. ↑  Fry, Stephen (2020). 《Troy》. 펭귄 북스. ISBN 978-0-241-42458-2.
84. ↑  Dutta, Shomit (2021년 1월 8일). “소녀와 소년을 위한 트로이”. 타임스 문학 부록. 2025년 2월 1일에 확인함.
85. ↑  Barker, Pat (2019). 《소녀들의 침묵》. 펭귄 북스. ISBN 978-0-241-98320-1.
86. ↑  Barker, Pat (2022). 《The Women of Troy》. 펭귄 북스. ISBN 978-0-241-98833-6.
87. ↑  “21세기 최고의 책 100권”. 《가디언》. 2019년 9월 21일. 2025년 2월 1일에 확인함.
88. ↑  조너선 셰이, Achilles in Vietnam: Combat trauma and the undoing of character, Scribner, 1994, ISBN 978-0-684-81321-9
89. ↑  Shay, Jonathan; Odysseus in America - Combat Trauma and the Trials of Homecoming, New York, Scribner, 2002, ISBN 978-0-7432-1157-4
90. ↑  Nikoletseas Michael M., The Iliad - The Male Totem, 2013, ISBN 978-1-4820-6900-6
91. 1 2 3  옥스포드 영어 문학 번역 가이드.
92. ↑  Gutting, Edward (1999년 10월 14일). 《Chapman's Homer - The Iliad》. 《브린 마르 고전 리뷰》. 2025년 2월 1일에 확인함.
93. ↑  Keats, John. “On First Looking into Chapman's Homer”. 시 재단. 2025년 2월 1일에 확인함.
94. ↑  세인트 존스 칼리지 (케임브리지 대학교) – The Iliad (1898), 케임브리지 대학교, [retrieved 16 June 2016]
95. ↑  
Wolff, Karl; "The Iliad: A New Translation by Caroline Alexander", New York Journal of Books.
96. ↑  로완 윌리암스 (2023년 9월 6일). “호메로스의 폭력의 역사”. 《뉴 스테이츠먼》.
97. ↑  Homer (2023). 《The Iliad》. 번역 Emily Wilson. W. W. Norton & Company. ISBN 978-1-324-00180-5.
98. ↑  OCLC 722287142
99. ↑  Bird, Graeme D. (2010). 《Multitextuality in the Homeric Iliad - The Witness of the Ptolemaic Papyr》. 헬레니즘 연구 센터. ISBN 978-0-674-05323-6.

### 참고 문헌
- Burn, A. R.; de Sélincourt, Aubrey, 편집. (1975). 《헤로도토스 - 역사》. 펭귄 북스. ISBN 0-14-051260-8.
- Dunn, Daisy (2020). “호메로스는 누구였는가?”. 《대영박물관》. 대영박물관. 2025년 2월 2일에 확인함.
- Fowler, R. (2004a). 〈호메로스 문제〉. 《호메로스 케임브리지 동반서》. 케임브리지 대학교 출판부.
- Fowler, R. (2004b). 〈시인의 기예〉. 《호메로스 케임브리지 동반서》. 케임브리지 대학교 출판부.
- Hammond, M., 편집. (1987). 《호메로스, 일리아스》. 펭귄 북스.
- 《호메로스의 일리아스》, 번역 Lattimore, Richmond, 시카고: 시카고 대학교 출판부, 1951
- Ready, Jonathan L.; Tsagalis, Christos C., 편집. (2018). 《공연 속의 호메로스 - 랍소드, 서술자, 그리고 인물》. 텍사스 대학교 출판부.

## 추가 자료
- Budimir, Milan (1940). 《일리아스와 그 시인에 대하여》.
- De Jong, Irene (2012), Iliad - Book XXII, 케임브리지 대학교 출판부, ISBN 978-0-521-70977-4
- Edwards, Mark W.; 제프리 커크, The Iliad - A Commentary: Volume V, Books 17–20, 케임브리지 대학교 출판부, 1991, ISBN 0-521-30959-X
- Edwards, Mark W.; 리처드 장코; 제프리 커크, The Iliad - A Commentary: Volume IV, Books 13–16, 케임브리지 대학교 출판부, 1992, ISBN 0-521-28171-7
- Fox, Robin Lane (2008). 《여행하는 영웅들 - 호메로스 서사 시대의 그리스인들과 그들의 신화》. 앨런 레인. ISBN 978-0-7139-9980-8.
- 바바라 그라치오시, Haubold, Johannes; Iliad - Book VI, 케임브리지 대학교 출판부, 2010, ISBN 978-0-521-87884-5
- Kouroupis, Georgios; Tsiplakos, Ioannis (2022). 《The Iliad - honour and glory in Wilios》. 아크리타스. ISBN 978-618-84202-9-8.
- 제프리 커크, The Iliad - A Commentary: Volume I, Books 1–4, 케임브리지 대학교 출판부, 1985, ISBN 0-521-23709-2
- Geoffrey Kirk, The Iliad - A Commentary: Volume II, Books 5–8, 케임브리지 대학교 출판부, 1990, ISBN 0-521-23710-6
- Hainsworth, Bryan; 제프리 커크, The Iliad - A Commentary: Volume III, Books 9–12, 케임브리지 대학교 출판부, 1993, ISBN 0-521-23711-4]
- Murray, A. T.; Wyatt, William F., Homer - The Iliad, Books I–XII, Loeb Classical Library, 하버드 대학교 출판부, 1999, ISBN 978-0-674-99579-6
- Mueller, Martin (1984). 《The Iliad》. 앨런 & 언윈. ISBN 0-04-800027-2.
- Nagy, Gregory (1979). 《아카이아인의 최고》. 존스 홉킨스 대학교 출판부. ISBN 0-8018-2388-9. 2015년 2월 17일에 원본 문서에서 보존된 문서. 2006년 7월 20일에 확인함.
- Page, Denys Lionel (1959). 《역사와 호메로스 일리아스》. 캘리포니아 대학교 출판부. ISBN 978-0-520-00983-7.
- Powell, Barry B. (2004). 《호메로스》. 블랙웰스. ISBN 978-1-4051-5325-6.
- 니콜라스 리처드슨, 제프리 커크, The Iliad - A Commentary: Volume VI, Books 21–24, 케임브리지 대학교 출판부, 1993, ISBN 0-521-30960-3
- Seaford, Richard (1994). 《상호주의와 의례》. 옥스포드 대학교 출판부. ISBN 0-19-815036-9.
- 주디스 서먼, "모국어: 에밀리 윌슨이 호메로스를 현대적으로 만드는 방법", 더 뉴요커, 2023년 9월 18일, pp. 46–53, 에밀리 윌슨의 호메로스 번역에 대한 장문 기사.
- West, Martin (1997). 《헬리콘의 동쪽 얼굴》. 옥스포드 대학교 출판부. ISBN 0-19-815221-3.
- 마틴 리치필드 웨스트, 일리아스 원문 및 전승 연구, 뮌헨, K. G. 자우어 출판사, 2001, ISBN 3-598-73005-5